# Helicobacter pylori
Helicobacter pylori (název složen ze slov: „helix“–šroubovice, „bacter“–bakterie, „pylorus“–vrátník) je druh mikroaerofilní gramnegativní patogenní bakterie, jež napadá sliznici žaludku. Odhaduje se, že je ve vyspělých zemích touto bakterií infikována více než polovina dospělých po 60 letech věku,[zdroj?] ačkoliv nemusí vždy vyvolat onemocnění. Způsobuje zejména žaludeční vředy, má však zřejmě na svědomí i různé gastritidy, adenokarcinom žaludku či lymfomy mízní tkáně v žaludku.

## Historie objevu bakterie
Proces objevu bakterií, která sídlí v žaludku a způsobují nejrůznější zdravotní komplikace, trval od konce 19. století až do druhé poloviny 20. století. Před objevem bakterií se původně předpokládalo, že žaludeční problémy způsobují nespecifické genové příčiny nebo psychosomatika.

### Prvotní náznaky existence
Němečtí vědci Bottcher a Letulle objevili v epitelu žaludku neznámé spirálové bakterie v roce 1875. Avšak dvojici se nepodařilo úspěšně kultivovat neznámou bakterii. V roce 1892 italský lékař Giulio Bizzozero popsal řadu spirálovitých bakterií, které nalezl na vnitřní stěně psích žaludků.
Polský profesor Walery Jaworski zkoumal obsahy výplachů lidských žaludků na univerzitě v Krakově v roce 1899. Jaworski našel v obsazích, kromě již známých podlouhlých bakterií, i bakterie, které se tvarem podobaly spirále. Jaworski nazval  bakterie se zvláštním tvarem jako Vibrio rugula v Příručce žaludečních chorob. Vyslovil hypotézu o vlivu bakterií na zdraví žaludku. Jaworski napsal příspěvek do příručky pouze v polštině, proto se objev nerozšířil do širšího povědomí dle polského vědce Konturka.

### První úspěšná kultivace a konečné popsání bakterie
Australští lékaři Robin Warren a Barry Marshall úspěšně izolovali a kultivovali tento druh mikroorganismu ze sliznice lidského žaludku v roce 1982. Oba autoři uvedli již v původní práci, že tento typ bakterií může být příčinou nejrůznějších gastritid – stres nebo nadměrné dochucování pálivým kořením byly původně považovaný za příčiny zánětů.

### Bakterie jako zdroje onemocnění
Řada lékařů neuznala přítomnost tohoto typu bakterií jako příčinu vředů a zánětů žaludku na přelomu tisíciletí. Bakterie neměly dlouhodobě přežít v kyselém prostředí žaludku dle původních předpokladů.
Zlom nastal při jedné vědecké studii, kdy se Marshall rozhodl vypít kulturu bakterií Helicobacter pylori. U vědce se následně se vyvinula gastritida. Marshallovy kolegové získali bakterie z vnitřní stěny Marshallova žaludku. Tým vědců tím splnil všechny čtyři podmínky Kochových postulatů, které definují souvislost mezi patogenem a vypuknutím nemoci. Skupina kolem Marshalla musela vytvořit nový typ antibiotik proti bakteriální infekci žaludku, které výzkumníci doplnili o bismut. Oba dva vědci získali Nobelovu cenu za fyziologii a lékařství za práci týkající Helicobacter pylori v roce 2005.
Pracovníci amerického Národního institutu označili Helicobacter pylori jako nejčastější příčinu žaludečních vředů a zánětů žaludku v roce 1994. Úřadem bylo přijato doporučení k léčbě komplikací spojené s bakteriemi použitím antibiotik.
Od roku 2006 se lékaři rozhodli používat antibiotika účinná proti Helicobacter pylori k léčbě žaludečních vředů. Lékem na gastritidu byly tradičně bismutové soli (konkrétně koloidní subcitrát bismutu nebo subsalicytát bismutu). Léky na bázi bismutu účinkovaly proti Helicobacter pylori efektivně, ale jejich účinnost klesala při dlouhodobém užívání pro léčení opětovných infekcí. Chování zmíněných léků v lidském těle není dosud plně známo.
Vědci nalezli Helicobacter pylori nejenom v lidských a psích žaludcích, ale i u jiných savců a některých ptáků v prvním desetiletí 21. století. Určité kmeny Helicobacter pylori dokážou napadat játra různých savců a způsobovat různá jaterní onemocnění. Badatelé popsali možnost zoonózy – přenosu bakteriální infekce ze zvířete na člověka.

## Mikrobiologie

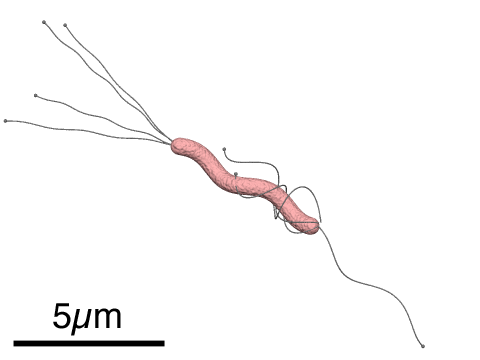
Nákres Helicobacter pylori s měřítkem

Helicobacter pylori je druh gramnegativní bakterie z rodu Helicobacter. Téměř polovina světové populace je infikováno bakterií, avšak jen někteří jedinci jsou symptomatičtí. Bakterie má tvar šroubu, často je její tvar popisovaný jako tvar písmena S nebo spirály. Šroubovitý tvar napomáhá bakterii proniknout viskózní žaludeční sliznicí a je ve sliznici udržovaný pomocí peptidoglykanů z buněčné stěny bakterie.
Bakterie aktivně hledá povrch sliznice s nízkou vrstvou hlenu pomocí bičíku. Na svém povrchu má 4 až 6 bičíků. Studie uvádí velikost bakterie v rozmezí 0,55 až 0,58 mikrometrů na šířku 2,8 až 3,3 mikrometrů na délku. Bylo pozorováno, že Helicobacter pylori se může v těle člověka změnit z šroubovicové formy do neaktivní kokoidní formy. Bakterie v kokoidní formě snáze překonává imunitu člověka a může se stát opětovně aktivní, avšak nekultivovanou.
Helicobacter pylori je mikroaerofilní organismus – potřebuje plynný kyslík, ale v nižší koncentraci než v atmosféře. Součástí helicobacter pylori je enzym hydrogenázu, který oxiduje plynné molekuly vodíku. Bakterie získává vodíkové molekuly jako produkty bakterií z tenkého střeva.
Pro nalezení Helicobacter pylori v tkáních se využívá různých typů tkáňového barvení – Gramovo barvení, Giemsovo barvení, kombinace hematoxylinu a eosinu, barvení dusičnanem stříbrným nebo akridinová oranž. Helicobacter pylori lze v tkáni najít i pomocí mikroskopu s fázovým kontrastem.

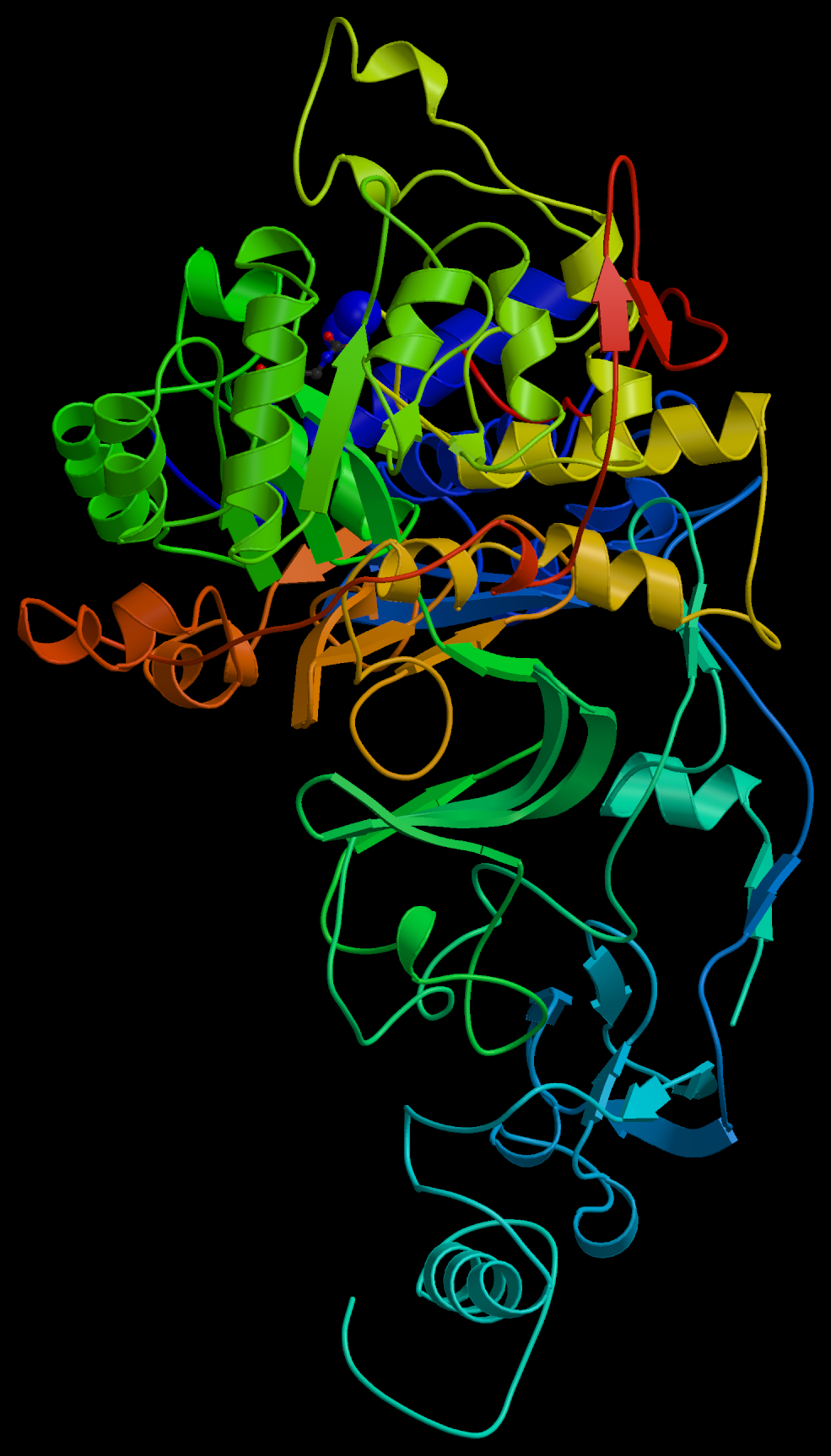
Molekulární model enzymu ureázy u Helicobacter pylori

Podmínkami úspěšné kultivace Helicobacter pylori jsou různá virulentní prostředí, které obsahují enzymy jako oxidázu, katalázu nebo ureázu. Dunn a kolektiv označil v 90. letech 20. století ureázu za klíčovou k přežití bakterie v těle hostitele. Bauerfeind a kolektiv prokázali experimentem, že při vystavení bakterie silně kyselému prostředí, bakterie produkuje výrazně méně ureázy i katalázy – snaží se aktivně chránit proti kyselému prostředí.
Helicobacter pylori má pět typů vnějších membránových proteinů. Nejzastoupenější je putativní adhesinin. Další čtyři jsou poriny, přenašeče železa mezi vnějším prostředím a bakteriálním buněčnou stěnou, proteiny spojené s fungováním bičíku a funkčně neznámé proteiny. Vnější membrána Helicobacter pylori obsahuje fosfolipidy a  lipopolysacharidy. Bakteriální O-antigen napodobuje antigeny Lewisovy skupiny, kterou obsahují buňky žaludečního epitelu.

### Bakteriální genom
Helicobacter pylori se skládá z velkého množství jednotlivých kmenů. Podařilo úspěšně vysekvenovat stovky genomů. Kmen 26695 má dle americké Národní knihovny medicíny kolem 1,7 milionů komplementárních bází s 1576 geny. Supergenom 30 různých vysekvenovaných kultur Helicobacter pylori měl v sobě zakódovaných 2 239 proteinových rodin. 1 248 z nich je společných pro všechny kultury a tvoří genomické jádro. 227 proteinových rodin je specifických pouze pro 1 bakteriální kulturu.
Thorellová a kolektiv zjistila, že struktura genomu Helicobacter pylori se liší dle populace, ve které se bakterie zkoumá. U severoamerických indiánských populací byla zjištěna přítomnost genomu hpEastAsia. Výzkumníci určili dominantní genom hspUral u skandinávské populace.

### Transkripce genomu
Transkripce jedné buňky  vytvořila kompletní genomovou transkripci u Helicobacter pylori při buněčné RNA sekvenci v roce 2010. Vědci prokázali při analýze transkripce vztah bakteriální virulencí a enzymem ureázou. Bylo rozeznáno 1907 transkripčních začátků s 337 primárními operony, 126 dalších suboperonů a 66 monocistronů. Do roku 2010 bylo známo pouze 55 transkripčních začátků.
Sharmaová a kolektiv zjistila v roce 2010, že 27 % transkripčních začátků jsou i antisens začátky. Alespoň jeden antisens začátek transkripce je asociovány s 46 % čtecích rámců bakteriální DNA včetně konstitutivních genů – genů potřebných pro správné fungování buňky. Polovina z pěti hlavních netranskripčních sekvencí genomu se skládá ze 20 až 40 nukleotidů, které napodobují strukturu AAGGag. Tento motiv se nachází u Helicobacter pylori šest mediálních vzdáleností před Shine–Dalgornovou sekvencí.

### Proteom
Proteom Helicobacteru pylori byl systematicky studovaný a celkově 70 % všech bakteriálních proteinů bylo detekováno hmotnostní spektometrií. Téměř polovina proteomu byla kvantifikována, což naznačuje velký počet kopií proteinů v typické bakteriální buňce.
Studie na bakteriální interaktomu – schématu všech molekulárních interakcí ve specifické buňce – prokázala více než 3000 interakcí mezi jednotlivými proteiny.  Při studii se zkoumaly jak proteiny ve stabilní formě, tak proteiny v takzvané dynamické formě, která určuje funkci proteinu v buňce. Kolem 1500 proteinů u Helicobacter pylori zůstalo v květnu 2018 s neobjasněnou buněčnou funkcí.

## Celostní mechanismus bakteriální infekce

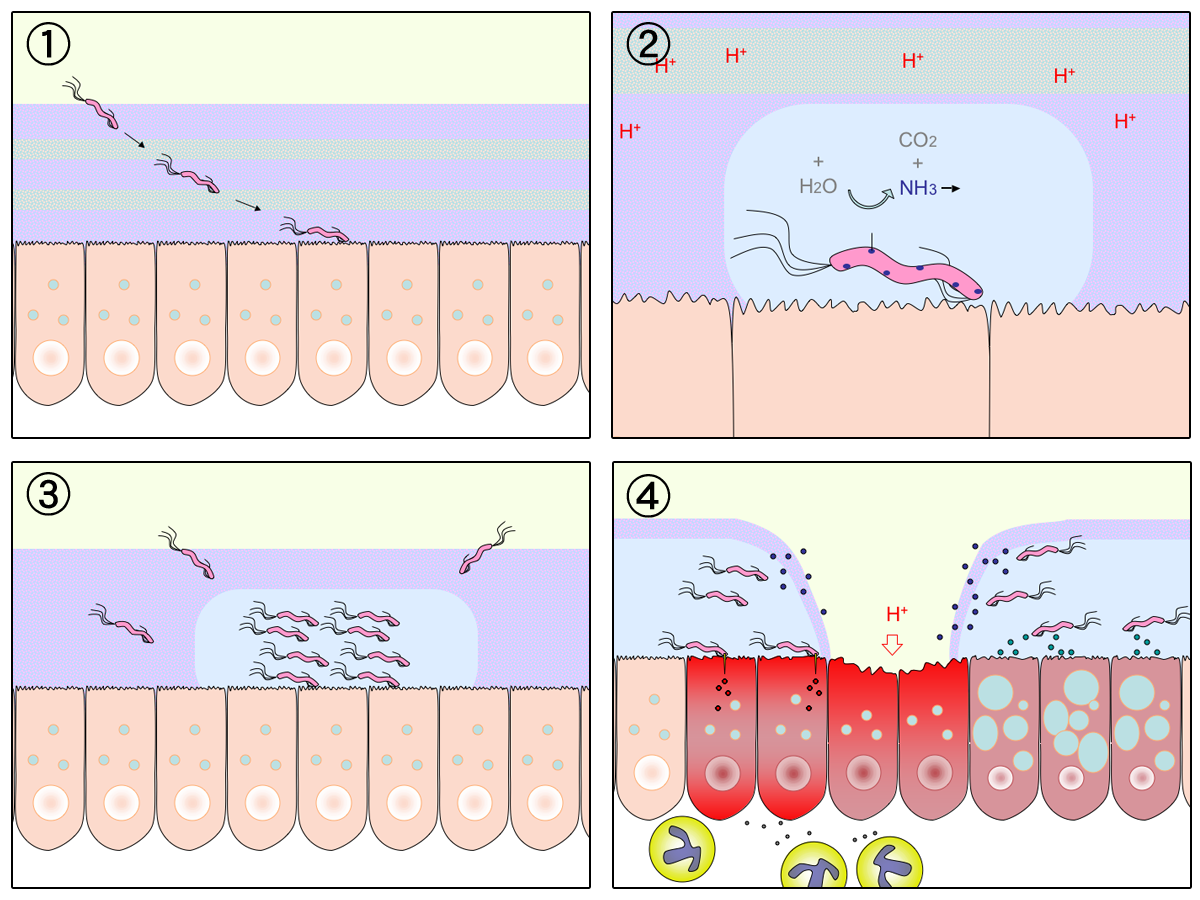
(1) H. pylori proniká přes hlennou vrstvu k epitelu žaludku
(2) bakterie produkuje ureázu, která přeměňuje močovinu na amoniak = neutralizace žaludečních kyselin
(3) proliferace, migrace a vytvoření infekčního ložiska
(4) vytvoření žaludečního vředu

Průběh infekce je ryze individuální. U většiny lidí se projevuje bezpříznakově po celý život, avšak u některých jedinců může poškodit vnitřní hlenovitou výstelku žaludku a dvanáctníku a způsobit zánětlivou reakci organismu. Samotná přítomnost bakterie Helicobacter pylori může způsobit gastriditu, kterou speciálně rozlišuje ICD-11 dle původce Helicobacter pylori. Pokud bakteriální eradikace není úspěšná, dochází u nakaženého člověka k rozvoji chronické gastritidy. Gastritida při bakteriální infekci může způsobit odumření vnitřní žaludeční výstelky a vést ke vzniku žaludečních vředů v žaludku či dvanáctníku. Změny v žaludeční tkáni lze podle Livzana vnímat jako fáze vývoje rakoviny žaludku, které se nazývají Correaova kaskáda.
Kaskáda funguje v nekonečné smyčce. Zánětlivá reakce způsobená bakteriemi Helicobacter pylori kolonizujícími se v blízkosti pylorického antra přiměje G buňky hostitele v antru vylučovat hormon gastrin. Gastrin putuje krevním řečištěm hostitele do parentálních buněk žaludečního fundu. Gastrin následně stimuluje parentální buňky, aby tvořily více kyselin v části žaludku zvané lumen. Zvýšené množství kyselin poté rozežírá vnitřní žaludeční stěnu, která má oslabený hlenový obal kvůli infekci Helicobacter pylori. Rozežírání tkáně žaludku vede ke vzniku žaludečních vředů a lepšímu přístupu bakterie k nechráněné žaludeční tkáni. Cyklus se následně opakuje až do doby bakteriálního vymýcení.

## Vlastnosti
Helicobacter pylori (dřívější nesprávné označení Campylobacter pylori) má buňky ve tvaru zahnutých tyčinek. Typická je pro žaludeční helikobakterie i produkce ureázy ve velkém množství (enzym neutralizující žaludeční šťávy). Napadá převážně člověka, nejčastěji osoby z chudších poměrů či v rozvojových zemích, ale neplatí to stoprocentně. Přenáší se z člověka na člověka, fekálně–orální cestou.
Faktory virulence pomáhají Helicobater pylori vyhnout se odpovědi imunitního systému a úspěšně kolonizovat žaludeční epitel. Mezi nejčastější faktory virulence u Helicobacter pylori patří bičíky, produkce ureázy, tvorba adhezinům, vznik serinové proteázy  HtrA a hlavních exotoxinů CagA a VacA. Přítomnost CagA a VacA u nakaženého člověka vede při propuknutí infekce k závažnějším následků na zdraví.
Infekce H. pylori je spojena s epigeneticky sníženou účinností reparačního mechanismu DNA,  což podporuje akumulaci mutací a genomovou nestabilitu i rozvoji rakoviny žaludku. Bylo prokázáno, že exprese dvou reparačních proteinů DNA, ERCC1 a PMS2, byla výrazně snížena, jakmile se Helicobacter pylori dostal do žaludku. Přítomnost dvou reparačních proteinů souvisela s častějším výskytem dyspepsie. Exprese genů MLH1, MGMT a MRE11 – které opravují DNA – byla také klesající při infekci. Nemožnost efektivně opravovat DNA vede k většímu množství karcinogenních mutací a vyšší četnosti rakoviny žaludku. Mutace jsou způsobené metylací CpG míst v protomech genu, které vyvolává Helicobacter pylori. Dle některých zdrojů bakterie dokáže měnit exprese sekvencí mikroRNA.
Existují dvě teorie vzniku rakoviny při tvorbě kaskády u příznakové infekce. První mechanismus spočívá v produkci volný vodíkových radikálů, které zvyšují šanci na mutaci v buňkách žaludečního epitelu. Druhý možný proces dle Tsujiho a kolektivu nazvat perigenetickou cestou. Cesta začíná u změny fenotypu hostitelské žaludeční buňky. U buňky se proměňují adhezní proteiny. Helicobacter pylori obsahuje TNF-α, kromě toho se u bakterie nalezl i interleukin-6. Protein nebo cytokin, zvlášť nebo dohromady, zapříčiňují sníženou adhezi zmutované buňky, která se odděluje od žaludečního povrchu. Rakovina se poté šíří skrze takto uvolněné buňky dále do těla bez nutnosti další genetické mutace v jednotlivých buňkách.

### Bičíky

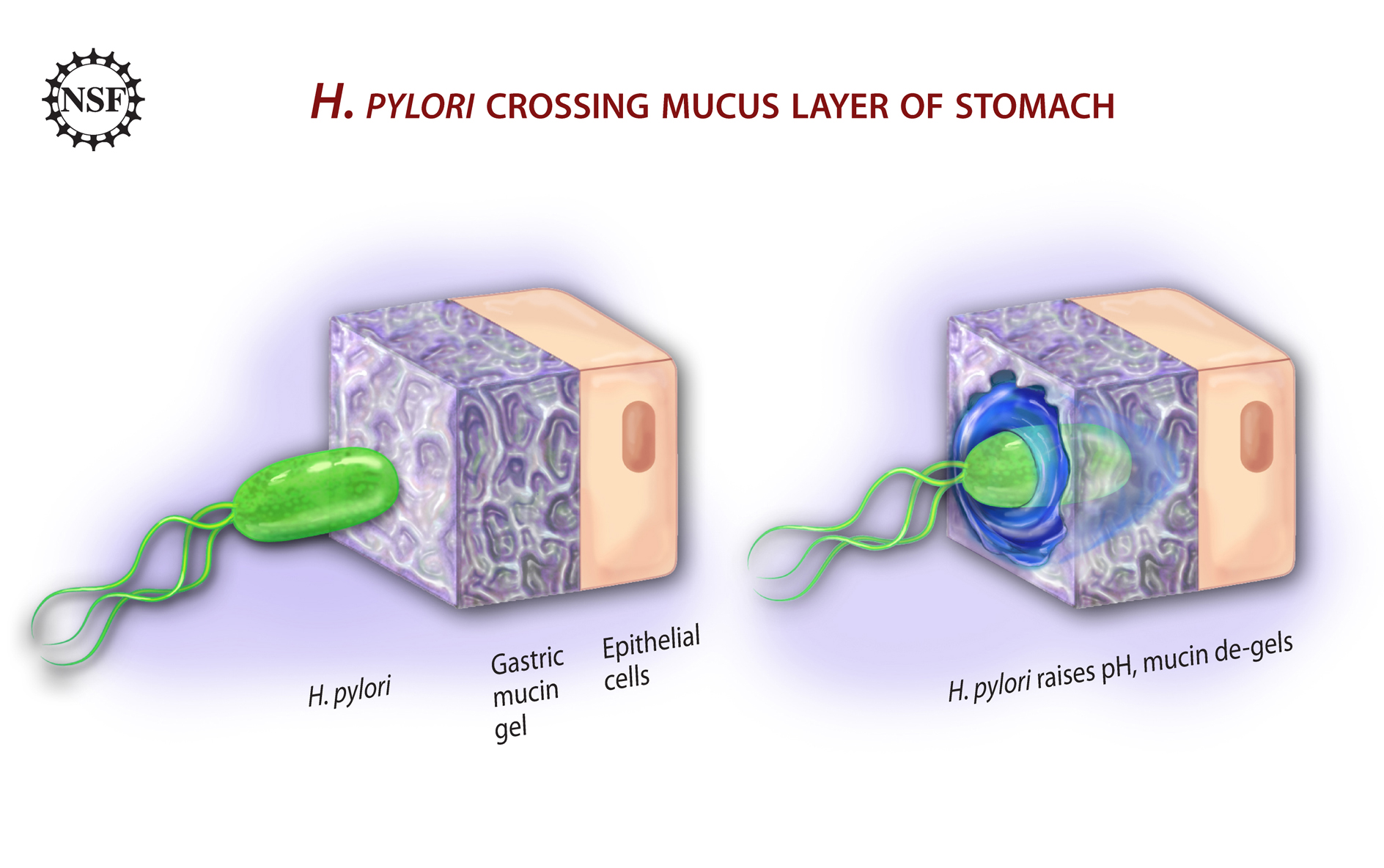
Helicobacter pylori proniká skrz hlenovitou vrstvu žaludku

Jedním z prvků virulence jsou bakteriální bičíky. Filamenty bičíků jsou 3 mikrometry dlouhé. Bakterie má díky přítomnosti bičiků vysokou mobilitu. Bičíky se skládají ze dvou druhů kopolymerizovaných flagelinů – FlaA a FlaB, přičemž FlaA je více zastoupený v bičíku než FlaB. Na začátku bičíku směrem od buněčné stěny bakterie převládá minoritní FlaB. Oproti tomu FlaA převažuje ve zbytku bičíku. Vnější bakteriální membrána u Helicobacter pylori obaluje i jednotlivé bičíky, což chrání buněčnou strukturu před působením žaludečních kyselin. Kromě ochrany před kyselým prostředím se bakterie chrání i před bakteriofágy. V bakteriálním plášti se nachází vezikuly, které chrání bakterii před virovou infekcí.
Samotný pohyb bičíků je způsobený protonovou hybnou sílou. Síla vzniká chemickou hydrolýzou s přispěním ureázy. Bakterie se aktivně pohybuje směrem k méně kyselému prostředí žaludku za pomoci bičíků. Standardně se vrstva hlenu v žaludku udává kolem 300 mikrometrů. Bakterie se při pohybu bičíků dostává až do blízkosti 25 mikrometrů od žaludečního epitelu v hlenu. Bakterie kolonizuje vrátník. Ve vrátníku Helicobacter pylori přežívá v žaludečních žlázách.
Bakterie vniká do samotných epitelových buněk v menší míře při dlouhodobé kolonizaci žaludku. Pro orientaci při kolonizaci využívá Helicobacter pylori quorum sensing. Sensing ovlivňuje tvorbu biofilmu kolem bakterie. Biofilm napomáhá další kolonizace organismu. Biofilm snižuje účinnost antibiotické léčby i intenzitu odpovědi imunitního systému. Helicobacter pylori ovládá schopnost proměny bičíků na adhesivní struktury – ty jsou potřebné k záchytu na sliznici.

### Ureáza

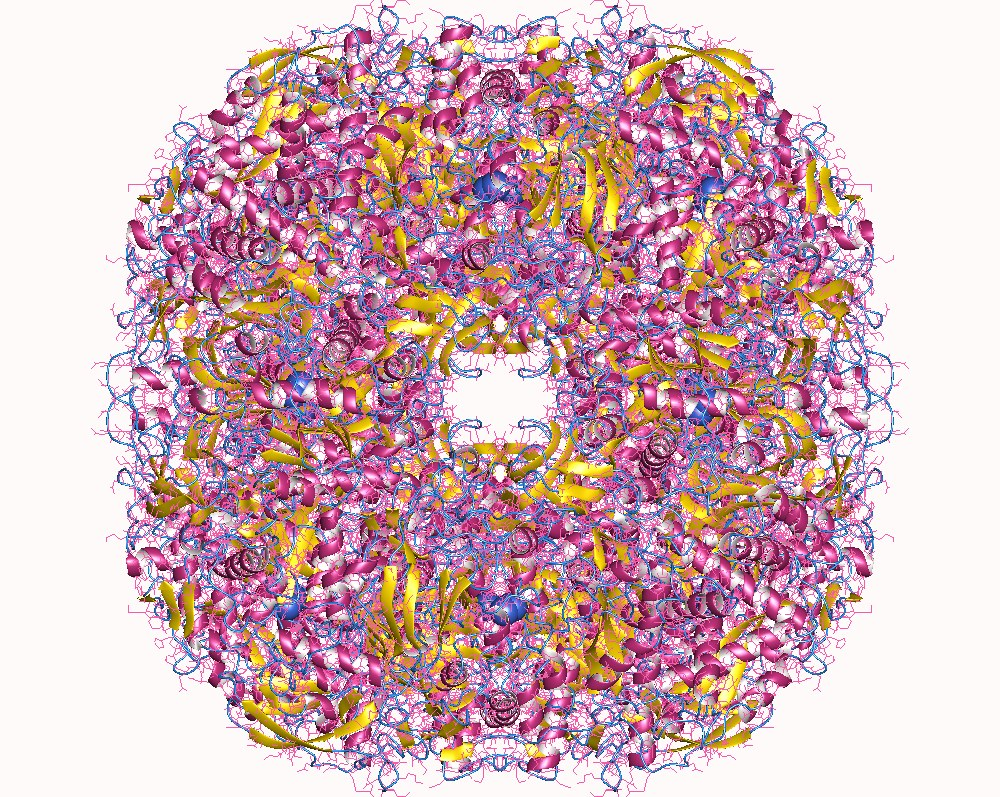
Ureázový hetero24mer, který produkuje Helicobacter pylori

Helicobacter pylori je schopný kromě chemotaxe, která bakterii chrání při pohybu v kyselém prostředí, produkovat velké množství ureázy. Ureáza rozkládá močovinu přítomnou v lidském žaludku na amoniak a hydrogenuhličitan. Oba produkty rozpadu dostávají do bakteriálního cytosolu – tvoří se neutrální oblast v žaludku. Při zvýšení pH mění hlen svoji podobu z gelu na viskóznější tekutinu. Helicobacter pylori se pohybuje lépe prostřednictvím bičíku a přichycuje na žaludeční epitel kvůli vyšší viskozitě. 10 % bakteriální buňky tvoří dusík. Případný přebytek prvku je uložený v buňce jako močovina, která se účastní přeměny s pomocí ureázy.
Už vzniklý amoniak je pro buňky žaludku toxický. Při cyklu močoviny Helicobacter pylori využívá i enzym arginázu, která samotnou močovinu štěpí. Argináza sama o sobě také napomáhá ke zvýšení délky infekce. Enzym spotřebovává chemickou látku arginin. Makrofágy nevytváří dostatek oxidu dusného, k jehož vzniku potřebují imunitní buňky dostatek argininu. Snížená koncentrace oxidu dusného poté zeslabuje protimikrobiální odpověď imunity.

### Adhesiny
Neméně důležitou vlastností je schopnost Helicobacter pylori se přichytit ke stěně žaludku. Pokud by se bakterie nestabilizovala na epitelovém povrchu, došlo by k jejímu neustálému nekontrolovatelnému pohybu kvůli stékání hlenu po vnitřních stěnách orgánu. U bakterie se vyvinuly speciální proteiny zvané adhesiny ve vnější lipopolysacharidové membráně, aby se zvýšila bakteriální adheze. Adhesiny ve vnější membráně se rozlišují na dva typy – BabA a SabA.
Protein adheze vázající antigen krevních skupin (BabA) je dle Doohana a kolektivu důležitý v počátečních fázích kolonizace organismu. Oproti tomu adhezin vázající kyselinu sialovou (SabA) napomáhá perzistenci (dobu přežití bakterie v těle člověka) onemocnění. BabA se připojuje k glykanům a mucinům v žaludeční stěně. Kromě toho se protein BabA aktivně váže k Lewisovu antigenu typu b, který se nachází na povrchu epitelárních buněk. Vzniklá adheze je závislá na kyselosti okolního prostředí. Při snížení pH (kyselost žaludku se zvýší) se bakterie odpojuje od povrchu epitelu a hledá vhodnější část žaludku pro opětovné spojení. BabA umožňuje kromě přichycení bakterie ke žaludeční stěně i účinný únik bakterie před nepříznivým prostředím. SabA se váže na antigen sialyl-Lewis X, který se nachází v hlenovité vrstvě žaludku.

### CagA
Cytotoxicky asociovaný gen A (zkráceně CagA) je jeden z faktorů virulence u Helicobacter pylori. U pacientů, kteří trpí projevy bakteriální infekce, se podařilo izolovat gen CagA. Vědci ovšem nenalezli izolovaný gen u všech pacientů. Proto výzkumníci začali rozlišovat nakažené na dvě skupiny – cagA-pozitivní a cagA-negativní. V zemích západní Evropy byl pozorován častější výskyt rakoviny žaludku u skupiny cagA-pozitivní než u cagA-negativní.  Nelze ovšem výskyt rakoviny spojovat čistě s přítomností cagA, protože studie z Jižní Koreje neprokázala signifikantní vztah obou proměnných – problémy s žaludkem byly poměrově totožné, i když výskyt cagA genu byl častější než v západní Evropě.
Po vstupu CagA do buňky dochází k fosforylování na tyrozinových zbytcích tyrozinkinázou (TK). Tyrozinkináza je asociovaná s membránou hostitelské buňky. CagA pak alostericky aktivuje protein tyrozinfosfatázu/protoonkogen Shp2. CagA jako onkoprotein zvyšuje šanci na vytvoření žaludečných vředů a rakoviny žaludku. Za pomoci T4SS sekrečního systému se CagA dostává do hostitelských buněk žaludečního epitelu, kde narušuje cytoskelet, adherenci k sousedním buňkám, signály uvnitř buňky a buněčnou polaritu. Vzniknuvší proteiny jsou vysoce toxické pro buňky žaludečního epitelu a výrazně signalizují imunitnímu systému probíhající infekci.

### VacA
Vakuolující cytotoxin (zkráceně VacA) je sekrečním proteinem u Helicobacter pylori. Protein tvoří molekuly v prekurzorové formě o hmotnosti 140 kDa. Prekurzor VacA prochází vnitřní bakteriální membránou pomocí struktur Sec. Po průchodu opouští prekurzor bakterii skrze póry beta-berrel ve vnější bakteriální membráně. Ve vnějším prostředí hostitele se mění na purifikovaný protein VacA. Stejně jako v případě CagA byl zkoumán vliv alel VacA na vznik zdravotních problémů dvanáctníku. S1 alela je spojovaná s vyšším výskytem adenokarcinomů. Tento vztah nádoru a alely je silnější než v případě m2 alely u CagA.
Kromě alely s2 je pro míru infekce žaludku klíčová í alela m2. Kmen Helicobacter pylori s alelami s1 a m1 zároveň je spojovaný s vyšším mírou přítomnosti neutrofilních granulocytů v žaludečním hlenu. Zmíněný kmen má dle studií rovněž vliv na rozvoj žaludečních a dvanáctníkových vředů. K tvorbě vředových zánětů dochází kvůli schopnosti vacA proniknout skrze buněčnou membránu a navázat se na vnější membránu mitochondrií buněk. VacA poté způsobuje progresivní vakuolizaci žaludečních buněk, která vede k buněčnému úmrtí. Helicobacter pylori napomáhá vakuolizaci, protože bakterie narušuje buněčné membrány vápníkového kanálu TRPML1 pomocí vnitrobuněčných rezervoárů. Helicobacter pylori zvyšuje hladinu COX-2. COX-2 funguje jako regulátor prostaglandinů. Zvýšené množství COX-2 poté zvyšuje i množství prostaglandinů v těle hostitele. Vysoká prostaglandinová hladina způsobuje prudší zánětlivou reakci organismu.

### Tipα
TNF indikující protein alfa (zkráceně Tipα) je karcinogenní protein, který je produkován Helicobacter pylori. Vědci jeho přítomnost pozorovali u kmene HP0596. Jeho přítomnost u nakaženého člověka ukazuje na vliv TNF-α a chemokinů. Kromě tohoto protein indikuje i nádorovou aktivitu v buňkách Bhas 42. U proteinu Tipα  se rozlišují dvě jeho formy – fluorescenční a deleční. Flurescenční forma proteinu se na hostitelskou buňku napojuje. Následně do buňky vstupuje v závislosti na délce příchytu k hostitelskému epitelu a množství proteinu. Deleční proteinový typ je neaktivním proteinem pro vstup do buněk. Jeho neaktivita je způsobená chybějícími šesti aminokyselinami (včetně 2 chybějících zbytků cysteinu) oproti aktivní formě.

### Kataláza
Kolonizace Helicobacter pylori aktivuje prvotní linii imunitního systému hostitele. Nejenom jako obrana před bakteriofágy slouží kataláza. Kataláza je enzym, který přeměňuje peroxid vodíku na vodu a kyslík. Kataláza tvoří 4 až 5 % celkové hmotnosti proteinů uvnitř Helicobacter pylori. Kromě obrany před fagocytózou bílými krvinkami lze hovořit o dalších dvou funkcích katalázy ve vztahu k bakterii. Kataláza sama o sobě způsobuje mutagenezi epitelových buněk. Kataláza také zhoršuje samotný průběh gastritidy.

### HtrA
Vysokoteplotní požadavek A (zkráceně anglicky HtrA) je serinová proteáza, která vzniká teplotním šokem. HtrA lze popsat jako ochranný protein, který lze nalézt v eukaryotických i prokaryotických buňkách. Protein je vysoce odolný vůči změnám teploty i pH. Všechny doposud známé kmeny Helicobacter pylori mají geny, které kódují HtrA. HtrA se nachází v extrabuněčném prostoru. Na vnější straně bakteriálních buněk funguje HtrA jako specifický druh E-cadherin proteázy. Protein konkrétně ničí adherenční spoje v žaludečních epiteliálních buňkách – dochází ke zhoršení žaludečního zánětu.

### dupA
Geny podporující vznik duodenálních vředů (zkráceně anglicky dupA) jsou jednou z možných příčin vzniku dvanáctníkových vředů spojovaných s Helicobacter pylori. Geny zvyšují produkci IL-8 ze žaludečního hlenu. Kromě toho dupA se samy aktivně podílejí na procesech transkripčních faktorů, které se vážou na promotory IL-8, jako jsou NF-κB a AP-1. Lu a kolektiv navrhli, že využití dupA-pozitivita může pro nakaženého člověka znamenat nižší riziko odumření žaludeční tkáně, proměny žaludečního epitelu ke tkáni tenkého střeva a rakoviny žaludku.

### OipA
Vnější membránový zánětlivý protein (zkráceně anglicky OipA) je biopolymer, který se u Helicobacter pylori nachází mezi vnitřní cytoplazmatickou membránou a vnější membránou. V daném buněčném prostoru bylo identifikováno více než 31 dalších bílkovinných molekul kromě OipA. OipA má specifickou vlastnost indukování exprese IL-8. Interleukin ve zvýšeném množství stimuluje infiltraci neutrofilů. Neaktivnost genů oipA (které kódují bílkovinu OipA) vede dle studie ke snížení incidence nádorů.

### IceA
Protein indukovaný kontaktem s epitelem (zkráceně anglicky IceA) je pojmenovaný dle jeho funkce exprimovat při přichycení Helicobacter pylori k žaludečního epitelu. Geny IceA se skládají ze dvou alel – iceA1 a iceA2. Přítomnost iceA1 je silně korelován s vyšší náchylností k tvorbě žaludečních vředů. Oproti první druhu alely u iceA2 nebyla nalezena korelace mezi její přítomností a vyšší incidenci k jakémukoliv onemocnění. Japonští obyvatelé mají vyšší frekvenci na bakteriální onemocnění s alelou iceA2 než euroamerická populace.
Shiota a kolektiv neprokázali korelaci mezi přítomností IceA u Helicobacter pylori a rakoviny žaludku. Cho a kolektiv upozornili, že u iceA2 vědci neprovedli sekvenční homologii genu a funkce alely byla neznámá k roku 2022. Projevem bakteriálního kmenu s alelou iceA2 má být pouze nevředová dyspepsie, avšak výzkumné zjištění byly nesignifikantní kvůli malému vzorku lidí.

### Cholestyrolová α-glukosyltransferáza
Cholestyrolová α-glukosyltransferáza (zkráceně anglicky αCgT) je enzym, který se nachází u Helicobacter pylori. Enzym spoluvytváří cholestyrolové α-glukosidy (zkráceně anglicky αCGL). Konkrétně dochází k přidání α-glukosylu k buněčné stěně hostitelské buňky. Helicobacter pylori ovšem nevytváří cholesterol sám o sobě, protože ho získává z hostitelské buňky. αCgT se zapojuje do následné glykosylace cholesterolu. Vzniklé proteiny po glykosylaci mají pět základních funkcí – chrání Helicobacter pylori před adaptivní imunitní reakcí, stimuluje vyplavování IL-8, napomáhá bakteriálnímu růstu a antibiotické rezistenci, řídí odpovědi CD4 +
  T-lymfocytů a produkci IL-4 skrze IFN-γ dráhy a inhibuje shlukování autofagozomů a lyzozomů.

### SOD
Superoxidová dismutáza (zkráceně anglicky SOD) je enzymem, který se nachází u Helicobacter pylori. Enzym napomáhá přeměně superoxidů na kyslík. Molekulová přeměna pomáhá snížit množství volných radikálů uvnitř bakterie. Spekuluje se o dalších dvou funkcích SOD u Helicobacter pylori – eskalace bakteriální kolonie a zvýšení tvorby prozánětlivých cytokinů.

## Patogenita
Od roku 2022 je gastritida způsobená Helicobacter pylori klasifikovaná jako samostatné onemocnění s označením MKN 11. Prvotně se předpokládalo, že infekce bakterií je pouze povrchová v mukozomální vrstvě žaludku, ale cytotoxicita bakterie ovlivňuje samotný průběh chronického žaludečního zánětu. Při dlouhodobějším průběhu nemoci proto dochází vlivem toxicity bakterie ke ztenčení svrchní vrstvy žaludeční sliznice. Onemocnění může vést k rozvoji peptické vředové choroby či žaludečních adenokarcinomů.

## Diagnóza bakteriální infekce
Lékaři využívají pro prokázání přítomnosti bakterie uvnitř žaludku sadu neinvazivních i invazivních metod. Některé invazivní metody včetně biopsie žaludku nemusí prokázat slabou bakteriální infekci s příznaky. Mezi neinvazivní metody určení infekce patří serologické testování na protilátky, krevní test, vyšetření stolice a dechový test. Při invazivní diagnostice využívají zdravotníci biopsii žaludku nebo endoskopii.

### Dechový test
Pro prokázání přítomnosti bakterie v žaludku se používá dechový test s označením 13/14C-UBT. Už samotná první část názvu popisuje základní princip testu. Testování spočívá ve měření přítomností molekul uhlíku 13CO2 a 14CO2 ve vydechovaném vzduchu. Helicobacter pylori aktivně netvoří plynné molekuly uhlíku. Uhlíkové molekuly se tvoří nepřímo pomocí chemické reakce:
(NH2)2CO + 2 H2O + H+ → 2 NH +
4  + HCO -
3 
Při reakci dochází k rozpadu močoviny přítomné v žaludku za pomoci ureázy, kterou produkuje Helicobacter, na amoniak a hydrogenuhličitanový aniont. Aniont proniká přes hlenovou vrstvu žaludku do krve. Molekula je přenesena krví do plic nakaženého jedince a přeměněna na plynný oxid uhličitý. Nakažený člověk ji následně vydechuje. 
(NH2)2CO + H2O → CO2 + 2NH3
Vydechovaný vzduch je poté zachycovaný balónky. V balóncích se poté měří zvýšená koncentrace 13/14CO2. Před samotným měřením testovaná osoba vypije speciální roztok obsahující ureázu, aby bylo výraznější množství vydechovaného oxidu uhličitého. Provádí se celkem dvě měření, kdy jedno je před konzumací roztoku ureázy a druhé po jeho vypití. Pozitivní výsledek (vyšší koncentrace CO2 při druhém výdechu) značí přítomnost Helicobacter pylori v žaludku.
Testovanému jedinci se před testem nedoporučuje jíst a pít před testem. Rovněž se vysazují případná antibiotika a léky snižující kyselost žaludku. Některé zdroje hovoří o omezení konzumace žvýkaček těsně před samotným testem. Kromě předtestových opatření má testování nevýhodu v tom, že test je až u 40 % lidí, kteří před testem brali léky na snížení kyselosti žaludku, falešně negativní.

### Krevní test na protilátky

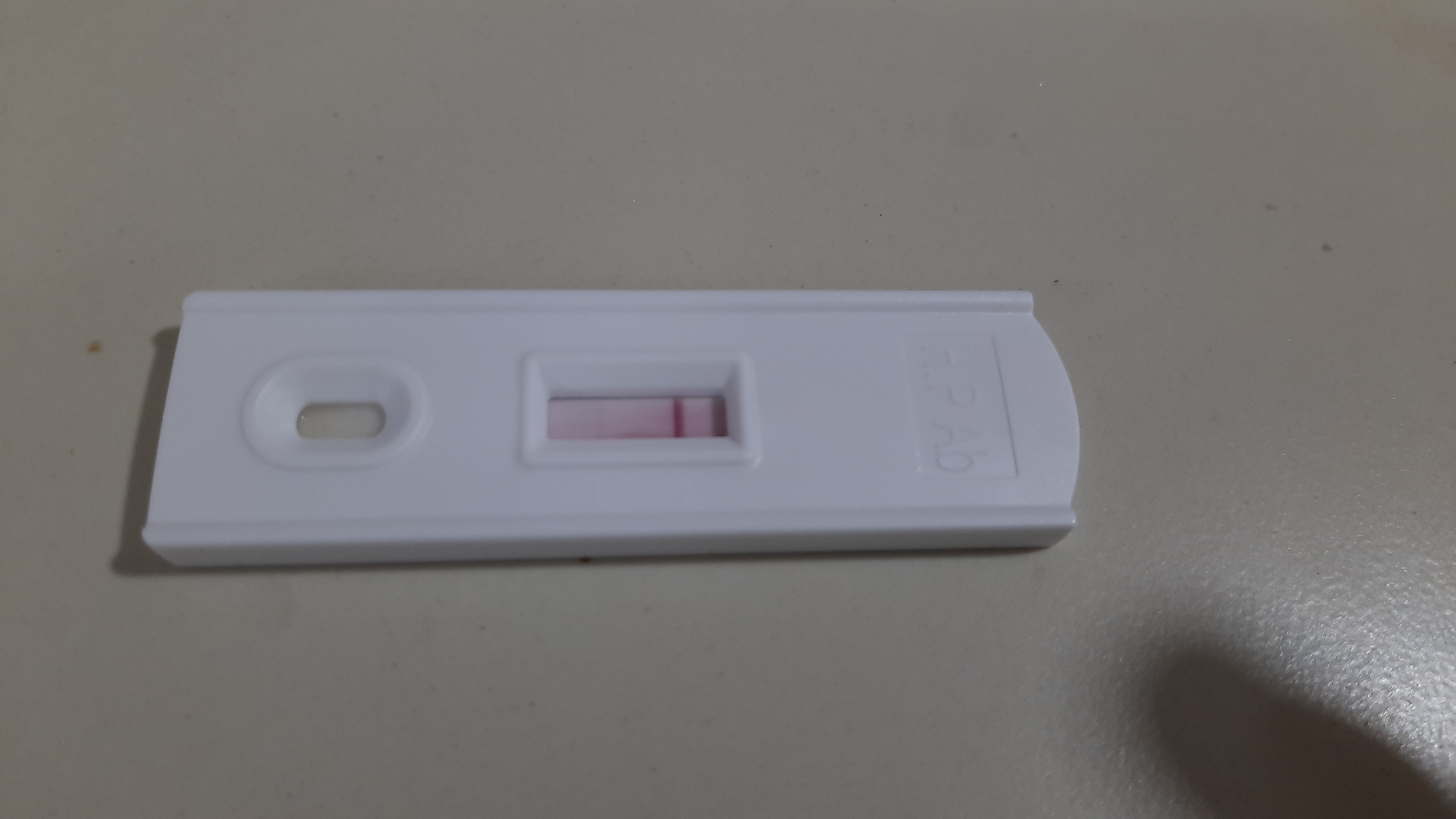
Ukázka krevního rychlotestu na protilátky

Lékaři krevním testováním při podezření na infekci Helicobacter pylori sledují množství protilátek IgG a IgA, které si imunitní systém člověka vytvoří setkání s bakterií. Pro určení diagnózy se využívají pět základní mikrobiologických postupů – aglutinace, 
fixace komplementů, nepřímý imunofluorescenční test, enzymatický imunotest (v angličtině zkráceně EIA) a enzymově vázaný imunosorbentní test (v angličtině zkráceně ELISA).
Aglutinace u Helicobacter pylori spočívá v navázání protilátky. Během navázání bakteriální buňka pohlcuje protilátku. Při zjišťování pomocí aglutinaci se dosahuje přesnosti až 82 % u testu vyráběných ve finském Espou a až 79 % u testů vyráběných německou společností Hemkit.
U fixace komplementů se komplementy přidávají do směsi imunitních komplexů, které vznikají v důsledku reakce antigen-protilátka. Při využití fixace lze dosáhnout citlivosti až 86,6 %.
Nepřímý imunofluorescenční test (IIF) je metoda, při níž roztok protilátky připojené k fluorescenční látce reaguje se sklíčkem a poté se smyje. IIF funguje jako proces, při němž sklíčko reaguje s roztokem protilátky, a poté reaguje s fluorou navázanou antiimunoglobulinovou protilátkou, aby bylo možné diagnostikovat přítomnost bakterie. Pří využití IIF vědci dosáhli citlivosti 62,8 % a specifičnosti 74,4 %
EIA a ELISA fungují na principu měření antigenu nebo protilátky. Enzymaticky navázaný antigen nebo protilátka reaguje se vzorkem enzymatického komplexu. Do komplexu se poté přidává substrát. Vzniklá směs poté mění barvu. Pro měření barevné změny vědci využívají fluorescenční látku, absorpci nebo radioaktivní složku u EIA. U ELISA lze užít jenom absorpci pro určení barevné proměny. Při využití EIA serologického postupu bylo dosaženo citlivost mezi 91 až 100 %. V případě zvolení ELISA jako metody prokázání Helicobacter pylori citlivost nabývala velikosti 93,2 až 100 %.

### Vyšetření stolice
Vyšetření stolice na přítomnost protilátek proti Helicobacter pylori je neinvazivní metodou k prokázání bakteriální infekce. Typicky se tento způsob používá u dětí a pacientů po gastroenterologických operacích dle japonského lékaře Shimoyama.
Při testování se odebírá vzorek stolice zkoumaného člověka a testuje se na přítomnost protilátek proti Helicobacter pylori. Užívání inhibitorů protonové pumpy neovlivňuje u tohoto typu testování výsledek. Průkaznost vyšetření ovlivňují dva faktory – časový úsek mezi odebráním vzorku stolice a testováním i teplota vzorku při jeho skladování.

### Biopsie

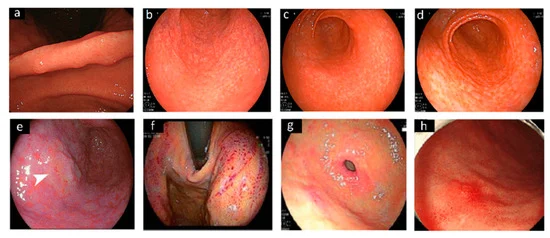
Endoskopické nálezy související s infekcí Helicobacter pylori

Kromě neinvazivních metod zjištění bakteriální infekce se využívá při pokročilejší infekci i invazivní biopsie. Procedura je často spojená s dalším gastroenterologickým vyšetřením včetně řešení žaludečních vředů nebo karcinomů. Při biopsii odebírají lékaři část žaludeční tkáně z počátku žaludku u jícnu. Většinově se biopsie provádí současně s gastroskopií dle americké National Library of Medicine.
Už jedna biopse provedená z žaludečního angulu může prokázat přítomnost bakterie s více než 90% jistotou dle Leeho a Kima. Častěji se provádí série odebrání žaludeční sliznice z různých částí žaludku. Rizikem provedení invazivního vyšetření, takzvané horní endoskopie, je pooperační krvácení do žaludku. Pro předcházení krvácení doporučuje The American Society for Gastrointestinal Endoscopy užívání léků ředících krev po prodělaném vyšetření.

## Přenos
Helicobacter pylori je nakažlivá a k přenosu dochází při přímém kontaktu úst se slinami nebo výkaly nakaženého jednotlivce. Bakterie byla nalezena rovněž v dentálním plaku, na povrchu jazyka a na sliznici krčních mandlí, uvnitř kořenových kanálků zubů a na sliznici úst nakažených jedinců. Rahatová a Kamani označili jako možnost nákazy konzumaci kontaminované vody či potravin. Burucoa a Axon upřednostili jako primární cestu přenosu orálně–orální, i když dle Bui a kolektivu je dvakrát větší šance se nakazit Helicobacter pylori než žloutenkou typu A při pozření stolice nakaženého člověka. 
Někteří autoři[kdo?] uvedli, že ve vyspělých zemích se spíše onemocnění šíří v rámci nukleární rodiny prvotně z matky na děti. V rozvojových zemích má docházet k přenosu nemoci z širšího sociálního okolí na možného nově nakaženého člověka. K přenosu má docházet častěji mezi blízkými lidmi obzvláště při pobytu v jedné domácnosti dle Nayounga. Kromě již zmíněných dvou cest – fekálně-orální a orálně-orální – Nayoung uvedl ještě třetí cestu, gastro-orální. Gastro-orální cesta je typická pro děti dle Tursiho a kolektivu. Dítě zvrací obsah žaludku se snížením množstvím žaludečních kyselin, což napomáhá přežití Helicobacter pylori. Zvratky jsou vysoce infekční. Při jejich úklidu dochází kvůli snížené hygieně k přenosu bakteriální infekce na dalšího hostitele.

## Příznaky bakteriální infekce
Klinika Mayo uvádí na svém webu jako symptomy bakteriální infekce Helicobacter pylori časté říhání, nevysvětlitelný úbytek tělesné váhy, ztrátu chuti k jídlu, nauzea, bolest žaludku (především při jeho nezaplnění potravou), nadýmání a pálivou bolest v oblasti žaludku. Editoři dodávají k tomu na webu nemocnice Johns Hopkins Hospital, že četnější je bolest prázdného žaludku v průběhu noci a rovněž se může objevit anémie.
Anémie je způsobená častým krvácením do stolice u nakaženého člověka. Výměšky mění barvu poté z hnědé na šedou až černou. Změna barvy stolice a zvratků nakaženého jedince je příznakem bakteriální infekce dle Clevelandské kliniky. Nedostatek železa a vitamínu B12 (symptomy bakteriální infekce) mají také vliv na rychlost rozvoje anémie.
Autoři v páté verzi Maastrichtského protokolu (dokumentu, který slouží jako doporučení gastroenterologům při léčbě symptomatické infekce Helicobacter pylori) zmínili jako příznak problémy s polykáním jídla. V souhrnné zprávě označili pisatelé jakékoliv krvácení z úst nebo konečníku jako možný symptom. Méně časté jsou problémy s pálením žáhy, zvracením a migrénami. Při úspěšném vymýcení bakterie ze žaludku a tenkého střeva u akutních případů příznaky pozvolna mizí. Pokud se jedná o chronickou reinfekci – bakterie se objevuje v žaludku opakovaně v krátkém čase – lze najít spojitost s dalšími hematologickým, metabolickými, alergickými, kardiovaskulárními i neurodegenerativními onemocněními.

### Souvislost s hematologickými obtížemi
Infekce Helicobacter pylori způsobuje řadu známých problémů s krví a jejím správným oběhem v těle hostitele. Na počátku prvního desetiletí jednadvacátého století vědci zjistili nedostatek železa v krvi u bakteriálně nakažených lidí. Poznatek byl následně uvedený v protokolu Maastricht III v roce 2007. Předpokládá se, že nedostatek železa je způsobený poškozením sliznice a následným krvácením v trávicí soustavě. Odborný přehled AGA zdůrazňuje, že jakákoli gastrointestinální léze může způsobit zjevné nebo skryté krvácení. Krvácení snižuje množství hemoglobinu a železa v krvi, což vede k anémii. U dětí s Helicobacter pylori nebyl prokázán častější výskyt lézí.
Dalším možným vysvětlením častějšího výskytu anémie u populace nakažené Helicobacter pylori je snížení kyselosti žaludku a nižší vylučování kyselina askorbové v něm. Obě podmínky souvisí s atrofickou gastritidou, která je častá u dospělých lidí při infekci Helicobacter pylori dle Annibale a kolektivu. Kato a kolektiv neoznačili sníženou sekreci kyselin jako primární příčinu anémie, protože u dětí, které měly dlouhodobou gastritidu, nedocházelo ke snížení produkce kyselin ve všech případech.
Speciálnost případů dětí napadených Helicobacter pylori nespočívala jenom ve vyloučení vlivu kyselosti žaludku, ale i ve výzkumu vlivu hormonu hepcidinu na rozvoj anémie. Hepcidin zprostředkovává přenos železa ze žaludku do krve a tkání. Hladina hepcidinu se při nákaze Helicobacter pylori v těle zvyšuje. Jeho zvýšení vede k rozvoji chronického zánětu žaludeční stěny. Hladina hepcidinu po úspěšné bakteriální léčbě Helicobacter pylori klesá.
Další komplikací při bakteriální nákaze v krvi je nedostatek vitaminu B12. Kadmin a kolektiv potvrdil, že existuje spojitost mezi nedostatkem zmíněného vitaminu a vznikem chronické gastritidy. K nízkému množství vitaminu B12 dochází kvůli jeho nízké vstřebatelnosti ze stravy přes žaludeční stěnu do krve. Helicobacter pylori podporuje u vnímavějších jedinců tvorbu protilátek proti vnitřnímu faktoru. Tvorba protilátek vede až k nedostatku vitaminu B12 v krvi a k propuknutí perniciózní anémie. Turečtí lékaři Nurgül Tükel a Mehmet Aliustaoğlu prokázali statisticky signifikantní vztah mezi nedostatkem vitaminu B12 v těle a přítomností Helicobacter pylori tamtéž. Kromě vzniku protilátek proti vnitřnímu faktoru (zkratka IF) existují i alternativní vysvětlení ztráty vitaminu v těle. Dle odhadů se mohou protilátky tvořit z parietálního faktoru. Samotné protilátky nemusí mít vliv na průnik vitaminu žaludeční stěnou. Jedním z posledních předpokládaných vysvětlení je nemožnost napojení vitaminu na IF kvůli vlivu ribozomálních proteinů.
Imunitní trombocytopenie (zkráceně ITP) je autoimunitní onemocnění, které způsobují autoprotilátky proti krevním destičkám. Při onemocnění klesá počet destiček v krvi, což může vést k zvýšenému riziku krvácení a modřin. Patofyziologičtí výzkumnici poukázali na možnost souvislosti mezi ITP a Helicobacter pylori u nemocných lidí. Po eradikaci Helicobacter pylori se podařilo navýšit počet destiček u více než poloviny pacientů s oběma obtížemi. Jihokorejský i evropský léčebný postup doporučují vyhubení Helicobacter pylori v těle pacienta při léčbě ITP. Někteří autoři poukazují na fakt, že na zvýšení destiček v krvi může mít vliv i geografická lokalita nákazy bakterií. U japonské a italské populace docházelo k většímu nárůstu destiček než u nemocných ze Spojených států amerických nebo ostatních evropských zemí.
Henochova–Schönleinova purpura je autoimunitní otok cév u dětí a mladých dospělých. Při onemocnění se na drobných tepnách, žílách a vlásečnicích ukládá IgA a komplement C3. Následné ukládání C3 v cílových orgánech tepen vede ke klinickým projevům. Mezi příznaky onemocnění patří fialové skvrny na kůži, bolesti břicha, pocit namožených kloubů, průjem, zvracení, otoky šourku, kopřivka, bolest hlavy nebo nenormální zbarvení moči. Už v roce 2016 čínští lékaři Xiong a Mao poukázali na latentní vztah mezi purpurou a Helicobacter pylori při shrnutí dosavadních studií u tamějších dětí s oběma problémy. Pro eradikaci Helicobacter pylori při purpuře se využívá methylprednisolon, lansoprazol, amoxicilin a klarithromycin. I přes úspěšnou eradikaci Helicobacter pylori nemusí symptomy ustoupit, protože bakterie není jediným původcem purpury v lidském těle.
Kromě změny složení krve u nakažených lidí a přenosu možných nebezpečných látek k orgánům hostitele se Helicobacter pylori může nepřímo podílet na vzniků trombóz. Děje se tak proto, že Helicobacter pylori může být jednou z komplikací při léčbě antifosfolipidového syndromu. Reshetnyaková a kolektiv nalezli pozitivní CagA kmen Helicobacter pylori mezi 70 % až 81 % lidí, kteří trpěli syndromem a dalšími autoimunitními nemocemi oběhové soustavy.
Plazmacytom je druh nádoru, kterého lékaři nachází u lidí v měkkých tkáních, lebce a páteři. Nádor vzniká z plazmatických buněk. Žaludeční plazmacytom vzniká mimo kostní dřeň a tvoří pouze 5 % nádorů trávicí soustavy. Jsou známé dva případy vztahu Helicobacter pylori a žaludečního plazmacytomu. První případ se stal v únoru 2003. Do nemocnice se dostal 58letý muž, který trpěl na bolesti trávicí soustavy už 5 let. Lékaři nezaznamenali nic neobvyklého při pohmatovém vyšetření břicha. Gastroenterologové provedli horní endoskopii (také zvanou jako gastroskopie) a nenašli žádné rakovinné léze v žaludečním epitelu muže. Při následných biopsiích se potvrdila infekce Helicobacter pylori v žaludku muže. Po nasazení antibiotické léčby se stav pacienta zlepšil. Po dvou letech od dobrání léků nalezli lékaři u muže vředovitou nádorovou tkáň v žaludečním antru. 
Druhým případem byla 70letá žena s melénou v srpnu 2005. Po provedení biopsie lékaři prokázali germinální centra u ženy. Doktoři neprokázali další možná vysvětlení lézí. Žena následně odmítla chemoterapii a nebyla léčena proti Helicobacter pylori kvůli nedbalosti chirurga. Pacientka se následně léčila pomocí čínské medicíny. Po roce se pacientka vrátila zpět do nemocnice s nekontrolovatelným akutním krvácením do zažívacího traktu. Lékaři odebrali část žaludku z těla pacientky a analýza vzorku odhalila vřed v přední stěně žaludečního antria. Testy jednoznačně nevyloučily jako příčinu plazmocytom. Po 14 měsících našli doktoři nádorové léze v kostní dřeni pacientky. Pacientka zemřela v prosinci 2008. Oba případy dokládají příčinný vztah mezi plazmatyconem a Helicobacter pylori, na který upozornili Wöhrer a kolektiv i Papadaki a kolektiv. Stasi uvedl, že velkou roli má CagA vytvářená Helicobacterem pylori u rozvinu plazmacytomu. 

### Souvislost s metabolickými obtížemi
Íránský vědec Azami společně s kolektivem srovnali celkem 22 studií s více než 200 tisíc pacienty, aby našli možnou spojitost mezi Helicobacter pylori, inzulinovou rezistencí a metabolickým syndromem. Prokázali signifikantní vztah jak mezi Helicobacter pylori a rezistencí na inzulin, tak mezi Helicobacter pylori a metabolickým syndromem. Už o čtyři roky dříve thajští vědci pod vedením Upala našli vztah mezi Helicobacter pylori a metabolickým syndromem. Qin a kolektiv uvedl možnost vztahu obezity a cukrovky prvního i druhého typu s infekcí Helicobacter pylori, upozornil však, že na vztah může mít vliv více faktorů. Přímou signifikantní souvislost mezi Helicobacter pylori a obezitou se nepodařilo prokázat kvůli malé množství studií při jejich srovnání.
Izraelský lékař Refaeli společně s kolektivem při výzkumu 147 936 pacientů, kteří se v telavivské nemocnici léčili s metabolickým syndromem od roku 2002 do roku 2012, nezjistil signifikantní vztah mezi infekcí Helicobacter pylori a metabolickým syndromem. Ruská vědkyně Baryšniková společně s kolegy shrnula, že infekce Helicobacter pylori má vliv na kvalitu a složení lipidů v tělech pacientů. Konkrétně dochází ke zvýšení krevního tlaku, snížení hladiny HDL a zvýšení hladiny LDL v krvi. Helicobacter pylori se nepřímo podílí na vzniku aterosklerózy. 
Maldonado-Contrerasová a kolektiv popsala proměnu střevního mikrobiomu mezi lidmi napadenými Helicobacter pylori a zdravou populací. Zjistili, že u vyléčených pacientů převažovaly čtyři druhy bakterie, které byly výrazně četnější než u zdravých jednotlivců. Anders s kolektivem popsali snížení počtu bakteriální fylotypů z 262 u zdravých jedinců na 33 u lidí, kteří se měli pozitivní nález Helicobacter pylori ve svých žaludcích. Některé studie poukazaly, že proměna mikrobiomu v žaludku po prodělání Helicobacter vede ke zvýšené přeměně dusičnanů na dusitany a tvorbě karcinogenních N-nitrosloučenin.

### Souvislost s alergickými obtížemi
V roce 2024 se Lionettiová s kolektivem pustili do metastudie, která zkoumala vztah mezi Helicobacter pylori, atopií a alergickými nemoci. Zjistila, že infekce Helicobacter pylori byla spojena s nižším výskytem alergií a ekzémů u pacientů, ale nikoliv samotných alergií. Podle zhodnocení Liua a kolektivu má nákaza Helicobacter pylori silnou negativní korelaci s rizikem řady alergických onemocnění, včetně astmatu a eozinofilní ezofagitidy. Cui s kolektivem poukázali na vztah mezi infekcí Helicobacter pylori a následným výskytem chronické kopřivky, ale zjištění jsou limitovaná celkovým malým množstvím pacientů dle autorů. Podle zjištění Kima z další metastudie, kde spekuluje nad vztahem mezi vyhubením bakterie a odezněním akutních příznaků kopřivky, lze předpokládat rychlejší remisi kožních problémů při bakteriální eradikaci. Ovšem nenalezl jakýkoli signifikantní vztah mezi těmito dvěma událostmi při srovnání 22 studií. 

### Souvislost s kardiovaskulárními obtížemi
V íránské metastudii z března 2025 vědci zjišťovali vztah Helicobacter pylori s kardiovaskulárními onemocněními. Celkově zahrnuli do analýzy 87 studií a zjistili, že nejčastější komplikací pacientů s Helicobacter pylori byla ischemická choroba srdeční. Celosvětová prevalence infekce Helicobacter pylori u cévních onemocnění činila 56,7 %. Rovněž autoři poukázali na fakt, že klesá vědecký zájem popsat vztah mezi kardiovaskulárními nemocemi a Helicobacter pylori.
Wang a kolektiv v roce 2020 zjistili, že existoval signifikantní vztah mezi Helicobacter pylori a zhoršení kardiovaskulárních onemocnění. Šance se v 40 analyzovaných studií zvýšila o 57 % u pacientů se současnou infekcí Helicobacter pylori. Ke prudšímu zhoršení došlo v případě, že pozorovaným onemocněním oběhové soustavy byl infarkt myokardu a cévní mozkové příhody. O 3 roky později Sun a kolektiv statisticky nepotvrdili spojitost bakterie s cévní mozkovou příhodou, ale při pro zkoumání 41 kohortovaných studií našli signifikantní vztah mezi bakterií a chronickou žilní nedostatečností. Wang se svým týmem vědců prokázal pozitivní signifikantní vztah mezi expozicí Helicobacter pylori a následnému vývoji kardiovaskulárních problémů včetně infarktu myokardu a ischemické choroby srdeční. Ve stejné metastudii poté zkoumali vztah mezi bakterií a cerebrovaskulárními onemocněními, které způsobují snížený průtok krve v cévách zodpovědných za okysličování centrální nervové soustavy včetně mozku a míchy. Nalezený vztah mezi oběma onemocněními byl silně signifikantní, což znamená, že nákaza Helicobacter pylori výrazně zvyšovala šanci na propuknutí cerebrovaskulární nemoci. Na veškeré nalezené vztahy neměl vliv věk pacientů, ovšem jejich původ ano. Metastudie prokázala signifikantní vztah mezi Helicobacter pylori a kardiovaskulárními obtížemi u asijské a evropské populace.

## Doporučovaná změna životosprávy při infekci
Člověk, který má symptomatickou infekci způsobenou Helicobacter pylori, musí proměnit svůj životní styl při léčbě i po ní. Obecně se při léčbě doporučuje jíst menší porce jídla pravidelně ve 3hodinových intervalech. Poslední potravina by se měla konzumovat maximálně 2 hodiny před spánkem. Neméně důležitým je i pitný režim – člověk by měl vypít minimálně 2 litry neperlivé vody.
Neperlivost vody není jediné vyloučení určitého typu potravin z jídelníčku při snaze vymýtit bakterii. Jednotlivec by se měl vyhnout konzumaci alkoholu, bublinkaté nápoje (slazené limonády, silně mineralizované vody) i silné kávě. Nemocný by neměl kouřit cigarety. Kromě nápojů se vyloučení týká i samotných potravin.
Při léčbě i po jejím úspěšném skončení se doporučuje úplně vyřadit smažení jako způsob přípravy pokrmů. Nedoporučuje se jíst syrový česnek, cibuli a papriku. Pacient by se měl vyhnout ztuženým rostlinným tukům v jídle. Nevhodné jsou i bílá mouka a pečivo z ní. Projevy bakteriální infekce zhoršují i paštiky, uzeniny a mléčná čokoláda. Některé zdroje hovoří o kakau a hořké čokoládě jako o způsobu snížení intenzity bakteriální infekce.
Nakažený jedinec by měl do svého jídelníčku zařadit potraviny s vysokým obsahem vlákniny – listová zelenina, ovesné či pšeničné vločky. Preferovaná úprava pokrmů by mělo být vaření ve vodní páře nebo pečení na vodě. Doporučuje se také jíst bílá masa, doplňovat omega-3 a omega-6 kyseliny, vitamín B12 a v některých případech i železo pomocí doplňků stravy. Sůl a některé přechodné kovy, jako je železo, zinek a nikl, mohou měnit virulenci Helicobacter pylori a urychlovat rozvoj bakteriálního onemocnění.

## Terapie
Nejúčinnější se jeví trojkombinace amoxicilin, klaritromycin a inhibitory protonové pumpy.

### Léčba pomocí antibiotik

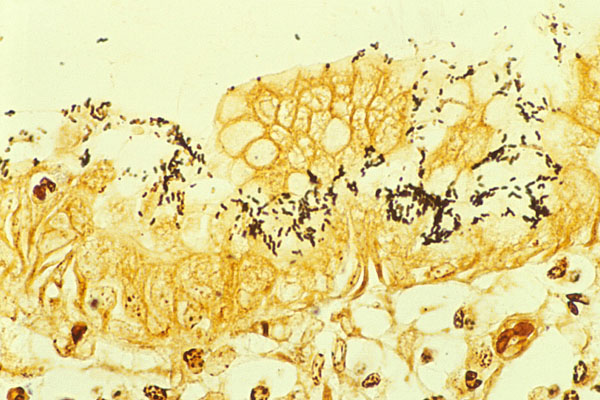
Kolonie Helicobacter pylori na povrchu regenerativního epitelu (obarveno Warthin-Starryho stříbrem)

Užití antibiotik má zacílit snížení nebo úplné vymýcení bakterie ze sliznice žaludku a začátku tenkého střeva. První popis eradikační léčby provedl už Marshall po objevení bakterie a její následné kultivaci. Z počátku se využíval samotný metronidazol pro snížení bakteriálního množství, ale ukázal se zanedbatelný terapeutický účinek, i přestože Helicobacter pylori byla ve zkumavce citlivá na více druhů jednotlivých antibiotik. Rakouský gastroenterolog Hirschl a kolektiv už v roce 1987 vyslovili závěr, že léčba pomocí jednoho druhu antibiotik není účinná.
Australský gastroenterolog Thomas Borody přišel v roce 1987 s možností využívat trojkombinaci antibiotických látek – konkrétně amoxicilinu, klarithromycinu a metronidazolu. Všechny tři látky musí působit v prostředí s vysoký pH žaludku, proto se k léčbě doplňuje inhibitor protonové pumpy, který snižuje kyselost žaludečních šťáv a napomáhá větší účinnosti léčby. Tento postup se využívá doposud. Lékaře při využití postupu s trojicí antibiotik limitují možná přidružená onemocnění související s mírou cytotoxicity při přemnožení. Při rozsáhlém žaludečním zánětu dochází ke ztrátě mukozomálního sekretu z vnitřní stěny žaludku, což může vést až atrofické formě gastridy či tvorbě MALT lymfomů.
Kromě primární terapie pomocí lékové trojkombinace vznikly i další sekundární antibiotické terapie. Mezi sekundární terapie u Helicobacter pylori patří čtyřkombinace léků s nebo bez bismutu, trojkombinace léků s rifabutinem, fuorochinolony a blokátory kyselin kompetitivní s draslíkem.
Při atrofii žaludeční stěny užívání trojkombinace antibiotik spíše zhoršuje stav nemocného. Další nevýhodou antibiotické terapie je vysoká rezistence Helicobacter pylori při jejím použití. Bakteriální odolnost je nejvyšší při použití  klarithromycinu a metronidazolu dle Cardose a kolektivu. Tyto dvě chemické látky se používají jako základní kombinace léků společně s inhibitorem protonové pumpy. Odolnost bakterie se projevuje i při využití sekundárních plánů jejího vyhubení v hostiteli.

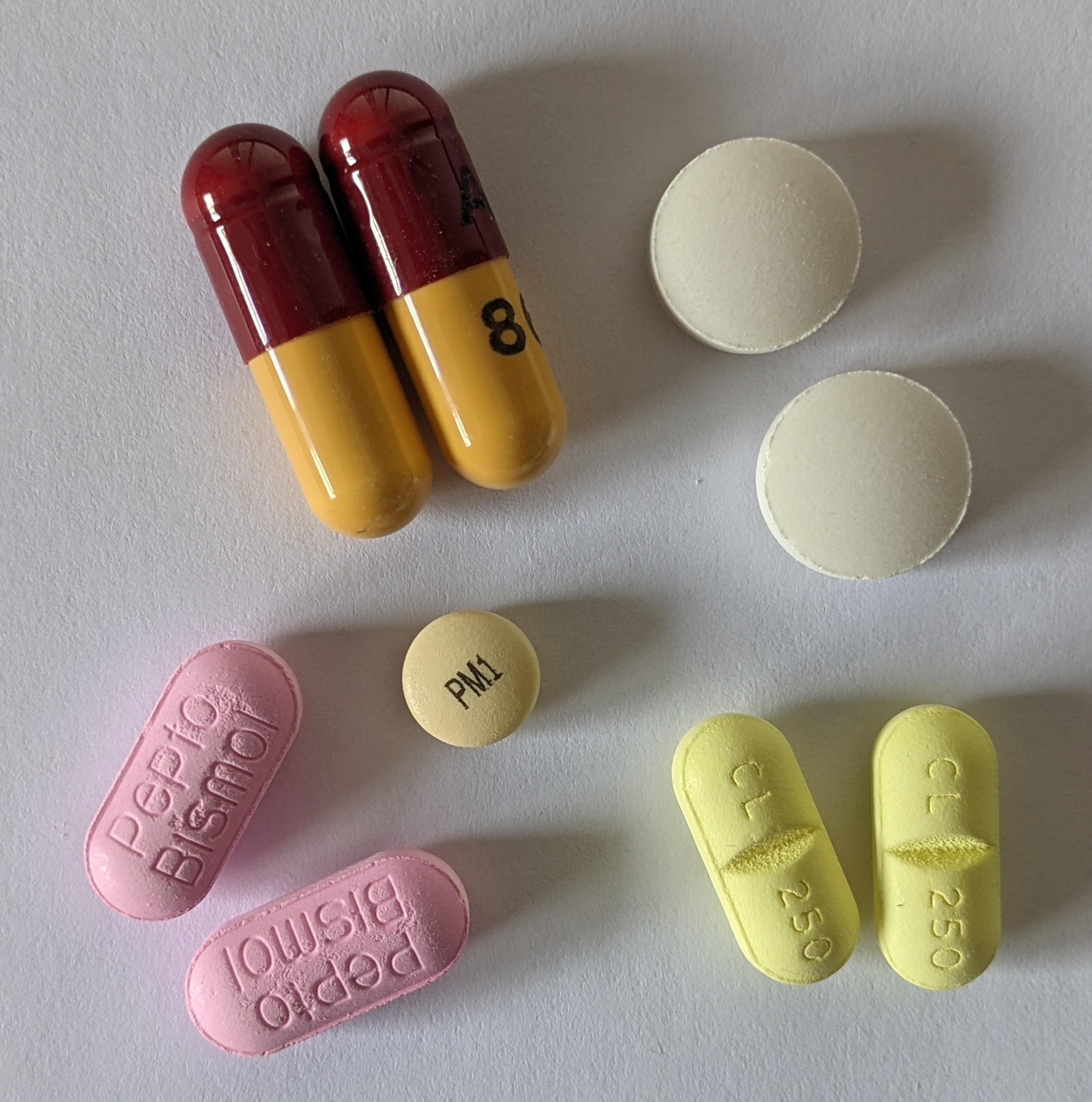
Kombinace pantoprazolu (Žlutá čočková tableta s nápisem), metronidazolu (Dvě oválné bílé čočky), amoxicilinu (béžovo-hnědá tableta), klarithromycinu (žlutá tableta s nápisem CL250) a subsalicylátu bizmutu (podlouhlá růžová tableta) používaná k léčbě Helicobacter pylori

První ze sekundárních eradikačních plánů je čtyřkombinační léčba bismutem, která spočívá v podávání bismutu, inhibitorů protonové pumpy, tetracyklinu, metronidazolu nebo tinidazolu po dobu 7 až 14 dnů. Bismut se používá od 70. let 20. století jako forma léku proti žaludečním vředům. Čtyřkombinační terapie bismutem má vynikající míru eradikace více než 80 %, proto se využívá jako druhá možnost léčby Helicobacter pylori. Nevýhodou využití bismutu pro bakteriální vyhubení spočívá v jeho nízké dostupnosti v některých zemích a vysoká zapomnětlivost při dodržování dávkování a času podávání léků.
Třetí možností je využití dvojkombinaci léků společně s rifabutinem. Metoda se nazývá jako léčba třetí linie dle Carose a kolektivu, protože ji lékaři volí v případě neúčinnosti výše zmíněného prvního a druhého typu antibiotické léčby. Účinek rifabutinu spočívá v zastavení slučování bílkovin zpomalením tvorby beta-podjednotky Helicobacter DNA-dependentní RNA polymerázy. Polymeráza je kódovaná pomocí genu RpoB. Pokud dojde k mutaci genu, léčba vůbec neúčinkuje. K vyhubení bakterie touto metodou se podává rifabutin, amoxicilin a inhibitor protonové pumpy po dobu dvou týdnů. Výhodou metody je dobrá absorpce léčiv při podání ústy, vysoká rozpustnost léčiv v tucích a stabilita léčiv při proměnlivém pH. Klíčovou vlastností této terapeutické metody je její vysoká spolehlivost vůči Helicobacter pylori, protože se využívá pouze v malém počtu případů. Procento úspěšné eradikace bakterie činí 78 %. Nevýhodou léčebného postupu je zvýšený výskyt leukopenie a snížená produkce buněk kostní dřeně.
Čtvrtým postupem při vymýcení Helicobacter pylori je kombinace léčiv společně s fluorochinolony. Mezi fluorochinolony se řadí například levofloxacin, moxifloxacin, gatifloxacin nebo pefloxacin. Lékaři využívají nejčastěji levofloxacin při eradikaci Helicobacter pylori, protože po neúspěšné primární antibiotické terapii dobře nahrazuje klarithromycin. Rezistence Helicobacter pylori roste kvůli častějšímu využití této metody oproti předešlým alternativám. Používá se jako sekundární linie terapie ve státech, kde bismut není lehce k sehnání. Rovněž se užívá v případě, kdy populace trpí vysokou rezistencí na klarithromycin. Lidé, kteří se léčili kombinacemi moxifloxacin + esomeprazol + tinidazol nebo moxifloxacin + esomeprazol + amoxicilin, dosáhli až 90% úspěšnosti.
Ani užití inhibitorů protonové pumpy (zkráceně PPI) není bezproblémové. Použití inhibitorů se sebou přináší zátěž na žaludeční trávení. Konkrétně se zatěžuje cytochrom P450 při jejich zpracování v játrech, proto vědci přišli s možností alternace PPI pomocí draslíkových kompetitivních blokátorů kyselin (zkráceně P-CABs). P-CABs jsou chemické báze, které inhibují H+ a K+ ATPázu. Protonovaná forma tohoto léčiva je méně schopná procházet buněčnými membránami než neiontové molekuly, takže se koncentruje do kanálků parietálních buněk, tedy do místa, kde vzniká HCl. Účinnost P-CABs při použití s dvěma antibiotiky byla 94,4 % při první linii terapie a 97,1 % při druhé linii terapie.

#### Rezistence vůči antibiotikům
Rostoucí rezistence na antibiotika je hlavní příčinou selhání počáteční léčby. Už v 90. letech 20. století se začaly objevovat případy, kdy bylo obtížné vymýtit bakterii s pacientova žaludku. V té době navrhoval Mégraud, aby byly vzorky od pacientů s rezistencí na léčbu první linie laboratorně testované pro zvolení vhodné náhrady. Na přelomu tisíciletí se uváděla rezistence 0 až 15 % u klarithromycinu a 10 až 50 % u metronidazolu. Tentýž francouzský vědec zjistil, že bylo 18,3 % kmenů Helicobacter pylori rezistentních na léčbu pomocí klarithromycinu v letech 1999 až 2003. Jako způsob detekce odolných kmenů určil Mégraud PCR testování ze stolice pacientů nebo fluorescenční in situ hybridizaci.
Estonská vědkyně Lõivukeneová s kolektivem neprokázala vztah mezi antibiotickou rezistencí u Helicobacter pylori a konzumací účinných látek obsažených v antibiotických lécích v letech 1995 až 2000. Německá lékařka Wolleová s kolektivem zjistila, že 26,2 % německých dětí mělo rezistenci při primární léčbě pomocí metronidazolem ve druhé polovině 90. let 20. století.
Bulharská vědkyně Boyanová s kolektivem zjistila, že u populací v Bulharsku, Belgii, Íránu a Taiwanu došlo k nárůstu neúčinnost pěti druhů antibiotik. Rezistence vůči antibiotikům je stabilní ve Francii a Španělsku podle studie k roku 2023.

### Možnost ochrany vakcinací
| Název kandidátské vakcíny/Typ vakcíny                | Preklinika | Fáze I | Fáze II | Fáze III |
| ---------------------------------------------------- | ---------- | ------ | ------- | -------- |
| Wuhu Kangwei Biological technology                   | Ano        | Ano    | Ano     | Ne       |
| UreB/LTB fúzní vakcína                               | Ano        | Ano    | Ne      | Ne       |
| Imevax/IMX101                                        | Ano        | Ne     | Ne      | Ne       |
| EpiVax/H. pylori vakcína                             | Ano        | Ne     | Ne      | Ne       |
| Helicovaxor                                          | Ano        | Ne     | Ne      | Ne       |
| Sichuan University/Ureázně epitopní vakcína          | Ano        | Ne     | Ne      | Ne       |
| Southern Medical University/Lp220 vakcína            | Ano        | Ne     | Ne      | Ne       |
| China Pharmaceutical University/Vakcína s probiotiky | Ano        | Ne     | Ne      | Ne       |
| MCRI/Vakcína proti rakovině žaludku                  | Ano        | Ne     | Ne      | Ne       |

Blanchard a Nedrud hovořili o možnosti vyvolat imunitu proti Helicobacter pylori pomocí specifických vakcinačních strategií. U myší se podařilo dosáhnout výrazného snížení množství bakterií na vnitřní straně žaludku i téměř sterilizační imunity – myši už se nemohou znova nakazit po podání injekce.
Při použití zjištěných efektů u hlodavců v případě slizniční vakcinace ovšem může dojít ke snížení efektivity vakcíny u lidí při aplikaci do oblasti sliznice úst, nosu a konečníku. Navíc adjuvans přidaná k vakcínám na hlodavcích často způsobují dle Czinna a Blancharda řadu nahlášených vedlejších účinků.
Bittencourt a kolektiv v roce 2019 poznamenali, že vakcína by měla sloužit jako absolutní imunita proti projevům onemocnění nebo ke zmírnění projevů bakteriální infekce. Safavi a kolektiv označili za možné antigeny pro tvorbu vakcíny antigenické epitopy babA, sabA, fecA, vacA nebo omp16. Vývoj vakcíny ovšem dle Bittencourta selhává při aplikaci na experimentální modely bakterií.
Pro otestování orální rekombinované vakcíny čínští vědci pod vedením Ming Zenga naočkovali 2232 čínských dětí ve věku 6–15 let vůči stejně velké dětské placebo skupině. Při srovnání počtu nakažených ve 3 letech po vakcinaci vědci došli k závěru, že vakcína je účinná z 71,8 %. 
Vakcína se dostala až do třetí fáze výzkumu v roce 2008 a poskytovala dle Friedrichové a Gerharda částečně ochranu proti infekci Helicobacter pylori. Výzkum na vakcíně byl ale koncem roku 2008 přerušený. Žádná další možná testovaná vakcína před rokem 2008 neprošla pilotní fázi testování její funkčnosti. 
Po roce 2011 se podařilo výzkumníkům kolem čínského výzkumníka Liho  v preklinické fázi vakcíny vytvořit signifikantní ochranu proti bakteriím. Vakcína byla založena na bázi podjednotek ureázy typu A a B společně s podjednotkou toxinu B u cholery. Další možné vakcíny, které byly testované do roku 2018, dle metastudie pouze snižovaly množství bakterie při infekci testovaných živočichů. Sutton a Boag označili výzkum vakcíny proti přemnožené Helicobacter pylori za nezajímavý pro velké farmaceutické společnosti, protože farmaceutičtí představitelé dávají přednosti antibiotickému léčení už propuklé infekce. 
Suttonovo a Boagovo zjištění atraktivnosti výzkumu vakcíny ovšem odporuje dvěma nezávislým zjištěním – prvnímu od týmu kolem nizozemského vědce de Vierse a druhému připsanému kolektivu kolem amerického výzkumníka Rupnowa – kdy obě skupiny hovořily o nákladové efektivitě vakcíny kvůli velké rozšířenosti bakterie v populaci. Blanchardův záměr ohledně vytvoření vakcíny poskytují profylaxi (ochrany před prvním vypuknutím onemocnění při přemnožení bakterie) pro děti jako ochrany proti určitým druhům rakoviny žaludku nebyly splněné k roku 2019.

### Masticha

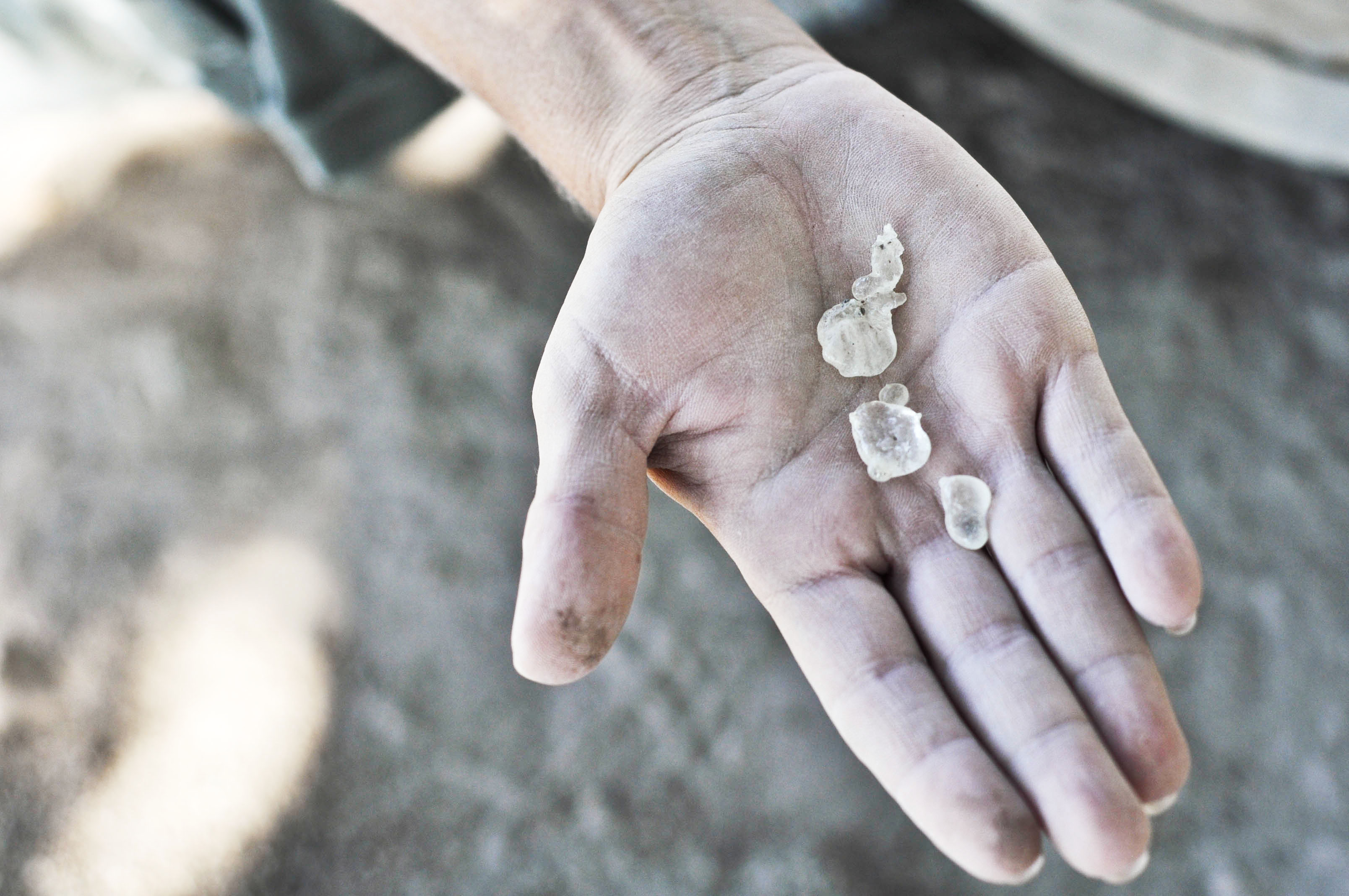
Mastychové granule nazývané jako Slzy Chiosu

Masticha je druh pryskyřice, kterou vytváří keř řečík lentišek dle Dabose a kolektivu pouze u odrůdy Chios. Pryskyřice se získává naříznutím kůry ostrým nástrojem. Mastichová pryskyřice se objevuje v řezných ranách ve formě připomínající slzy. Při vytékání se jedná o čirou lepkavou tekutinu, která tuhne po 15 až 20 dnech. Obyvatelé ostrova Chios odebírají pryskyřici v září. Nejprve se zpracovává ruční prací, následně i stroje upravují surovinu do podoby roztříděných granulí dle barvy a velikosti.
Hladký prášek v tabletách vzniká rozemletím granulí. Následně se vkládá do jednotlivých kapslí jako doplněk stravy. Využití mastichy jako léčivého prostředku proti žaludečním a střevním potížím se objevovaly už od starověku dle Kalioraové a kolektivu. Kromě využití při problémech s trávící soustavou lze mastichu použít k orální hygieně, k hojení ran na kůži nebo při léčení kožních zánětů. Už v 80. letech 20. století vědci zjistili účinnost při hojení žaludečních vředů. Výzkumníci provedli studie ještě před objevem Helicobacter pylori v lidském žaludku. Bebb a kolektiv neprokázali vliv mastichy na bakterii v roce 2003. V kontrastu k Bebbových zjištěním Paraschos a kolektiv prokázali možnost využití 30denní kúry pro eradikaci bakterie u myší.
Dabos a kolektiv prokázal schopnost mastichy ničit Helicobacter pylori ve zkumavce v roce 2009. Saad a El-Zamkanová doporučili mastichový olej jako funkční potravinu se silným antibakteriálním účinkem při přidání do jídla. Miyamato a kolektiv zjistili, že verbenon, linalool a alfa terpineol mají silný antibakteriální účinek proti Helicobacter pylori. Využití mastichového oleje je účinné proti bakteriálním kmenům, které odolávají léčbě pomocí metronidazolu a klarithromycinu. Proti neodolnějším kmenům bakterie se ukázaly jako nejúčinnější (E)–methylový isoeugenol a alfa terpineol.
Oproti Miyamotovi a jeho spolupracovníkům, kteří hovořili o mastichovém oleji jako alternativnímu způsobu léčení k tradiční trojkombinaci léku, iráčtí vědci v čele s Addissoukyem navrhují jiný postup k využití mastichy. Vědci rozdělili 180 pacientů s prokázanou symptomatickou nákazou Helicobacter pylori do stejně velkých skupin. První skupině badatelé podali standardní trojkombinaci léků – klarithromycin, amoxicilin a omeprazol. K léčení druhé skupiny doplnili léčbu sérii léků o mastichu. Při doplnění o mastichu se míra usmrcení bakterie dostala na úroveň 92,2 % a u prosté trojkombinace pouze 63,3 %.
Vědci v některých studiích zjistili, že použití mastichy snižuje účinnost inhibitorů protonové pumpy. Zdravotnická spisovatelka Jennifer Berry uvedla pro Medical News Today, že se nedoporučuje nahrazovat  mastichou antibiotickou léčbu Helicobacter pylori. Rovněž upozornila, že u mastichy nejsou známé interakce s dalšími léky. Pracovníci z Úřadu pro kontrolu potravin a léčiv netestovali mastichové výživové doplňky z hlediska bezpečnosti nebo účinnosti, proto by obyvatelé Spojených států amerických měli být opatrní při jejich nákupu a konzumaci.

### Kurkumin

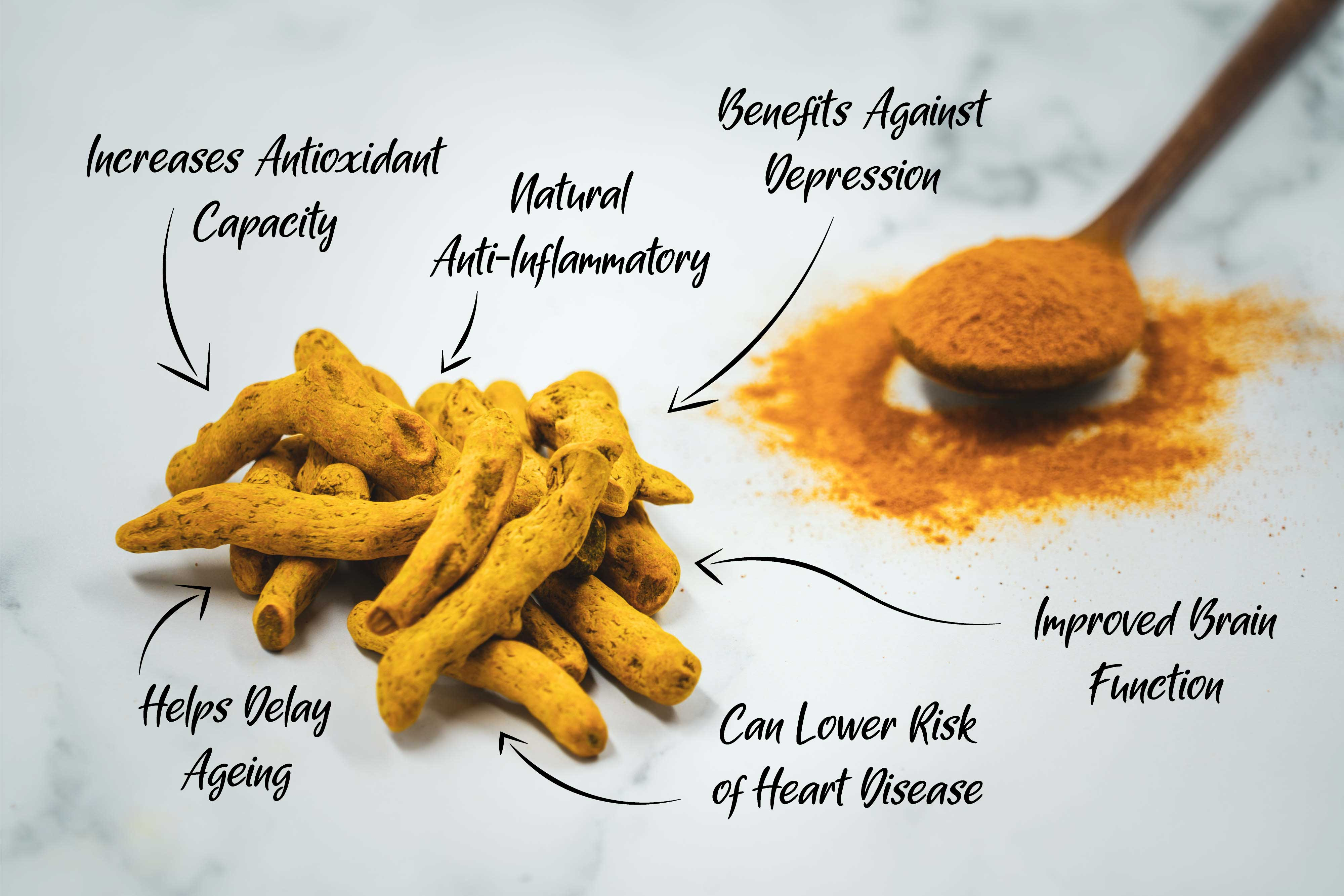
Kromě snížení množství Helicobacter pylori v hostiteli má kurkumin další funkce – zpomaluje stárnutí, zlepšuje fungování mozku, prevence proti depresi, snižuje riziko kardiovaskulární nemoci, zvyšuje antioxidační schopnost organismu

Kurkumin je  žluté až oranžové přírodní barvivo v čisté formě vyráběné extrakcí z oddenků různých druhů rostlin rodu kurkuma. Už v 90. letech 20. století vědci prokázali silné antibiotické, antioxidační, protinádorové a protizánětlivé vlastnosti. Kromě vlivu kurkuminu na eradikaci Helicobacter pylori, která je sporná svoji účinností, má barvivo vliv na celistvost bakteriálního biofilmu dle Hegartyho a kolektivu.
Kurkumin má snižovat tvorbu biofilmu u bakteriálních kmenů, na které neúčinkují antibiotika. Mosallam a kolektiv uvedli, že kurkumin má histologickou schopnost účinné opravy tkáně napadené Helicobacter pylori. Mosallam navrhuje použití kurkuminu společně s dalšími účinnými látky ve formě nanoemulze, která by měla být použitelná v případě, když bakterie přežila klasickou antibiotickou léčbu. Výhodou při využití nanoemulze skládající se z vody a oleje má být vyšší buněčné vstřebávání účinné látky, ochrana před kyselým prostředím žaludku a vyšší propustnost léku při orálním podání.
Chaturvediová a kolektiv poukazují na inhibiční vlastnost kurminu vůči Helicobacter pylori. Kurkumin narušuje enzymatické procesy bakterie, která se poté šíří pomaleji nebo postupně mizí. U kurminu nelze o inhibici hovořit u všech bakterií, například u Escherichia coli nezpůsobuje inhibici ani eradikaci. Kurkumin konkrétně ovlivňuje štěpení proteinu VacA. Při narušení bílkovinného štěpení nevznikaly nové vakuoly v bakteriálních buňkách.
Kromě studia použití kurkuminu u lidí se vědci zaměřili na možnost léčení infekce Helicobacter pylori u myší. Zde se původně předpokládalo, že kurkumin napomáhá ke množení bakterie díky kurkuminu. De a kolektiv ovšem prokázali schopnost kurkuminu působit antibioticky. Stačilo léčit myši sedm dní, aby nešla prokázat infekce kmeny AM1 a SS1 pomocí dechového testu a biopsie myších žaludků.

## Epidemiologie přítomnosti bakterie
Dle žluté knihy vydaném v roce 2023 americkým Centers for Disease Control and Prevention dvě třetiny světové populace měli mít bakterii ve střevech. Burkitt a kolektiv popsali, že větší prevalence přítomnosti bakterie a jejího možného přemnožení s projevy onemocnění byla častější před rokem 2017 v Jižní Americe, subsaharské Africe a ve státech Blízkého východu.
Většinově dochází k získání bakterie již v dětském věku. Stáří, kdy je osoba bakterii vystavena, může dle Browna ovlivňovat šanci na případné přemnožení a vznik zdravotních problémů spojených s přítomností bakterie v žaludku. Croweová zjistila v roce 2011 značné snížení počtu infikovaných osob po druhé světové válce v zemích západní Evropy a Japonsku  a situaci nazval jako kohortový fenomén.
K významnému poklesu počtu infikovaných bakterií došlo na přelomu tisíciletí i v Nizozemí, Spojeném království, Německu, Finsku nebo Řecku. Brown a O´Connor s kolektivem nezávisle na sobě připsali tento trend kohortovému fenoménu. Finští vědci Rautelin a Kosunen vyslovili hypotézu, že za pokles nákazy mohl stát program screen and treat, kdy se cíleně hledali lidé s bakterií v žaludku a došlo u nich k přeléčení antibiotiky.
Nizozemská vědkyně den Hoeden spolu s kolektivem poukázala na to, že kohortový fenomén se v rozmezí let 1995–2003 u dětí narozených v Nizozemí stabilizoval, tedy nedocházelo k dalšímu úbytku bakteriálně nakažených jednotlivců.
Ke stejnému poklesu u mladších ročníků došel i čínský výzkumník Yu a kolektiv v roce 2017 při studiu bakteriální prevalence u čínské populace. Navíc Yu označil jako téměř výhradní možnost nakažení Helicobacter pylori v dětství a dospívání.

### Epidemiologie přítomnosti bakterie v Česku
Skupina lékařů pod vedením českého gastroenterologa Jan Bureše provedla v roce 2001 studii, aby zjistila prevalenci v neselektované české populaci. Do studie výzkumníci zařadili náhodně vybraných 2509 osob ve věku od 5 do 100 let. Badatelé zjistili prevalenci 41,7 % u české populace jako celku. Pro prokázání přítomnosti bakterie využili dechový test na přítomnost specifického typu C-urey (močoviny), kterou Helicobacter pylori produkuje a nakažený člověk ji v plynné formě vydechuje. Sám Bureš označil trend prevalence na konci 90. let 20. století a začátku tisíciletí za klesající z důvodu ekonomického růstu v roce 2011.
Kopáčová a kolektiv nezjistila přítomnost kohortového fenoménu v roce 2002 v Česku. Bureš spekuloval, že za nepřítomnost fenoménu v Česku mohou poměrně rozsáhlé přesuny lidí na tuzemském území po druhé světové válce včetně odsunu sudetských Němců. Dalšími faktory dle Kopáčové jsou nivelizace populace a nízká životní úroveň mezi lety 1948 až 1989.
Sýkora a kolektiv provedl studii na 1545 asymptomatických dětech ve věku od 0 do 15 let v Plzeňském kraji v letech 2003 až 2005. Celková prevalence byla 7,1 %. Vědci rozlišovali mezi jedinci žijícími ve městech a na venkově při studii. Bakteriální infekce byla  o téměř 5 procentních bodů vyšší u venkovské populace. Výzkumníci uvedli jako preventivní faktor nákazy kojení mateřským mlékem a absenci pobytu v dětských domovech.
Šterzl a kolektiv se zaměřil pouze na tři okresy Česka a snažil se naměřit hodnoty protilátek při zjišťování prevalence IgA a IgG. Prevalence nabyla hodnot (přítomnost protilátek při nálezu Helicobacter pylori v žaludku) 35,6 % pro IgG a pro samostatnou skupinu protilátek IgA 34,2 % u zkoumaného vzorku.

### Epidemiologie přítomnosti bakterie v Asii
Nejvyšší bakteriální kolonizaci žaludku mají obyvatelé Jižní Koreji, Japonska a Číny. U všech zmíněných zemí lze spatřit trend snižování počtu symptomatických jedinců s Helicobacter pylori. Například u Japonska provedené studie v letech 1992, 2002–2006 a 2007–2011 ukazují na pokles incidence ve všech sledovaných věkových skupinách. V  roce 2023 Kim označil za důvod snížení počtu nakažených jednotlivců v případě Japonska a Jižní Koreje ekonomický růst a u Koreje specificky i její přesun mezi vyspělé země světa.
Výjimkou pro tento trend byly v 90. letech 20. století Indie s mírným nárůstem prevalence z 58 na 62 % u symptomatických osob a Kazachstán, kde výzkumníci nalezli bakterii Helicobacter pylori u více než 3 z 4 zkoumaných lidí. V kontrastu s Kimovým závěrem zjistili Goto a kolektiv, že prevalence v Indonésii je pouze 16 % v severozápadních venkovských oblastech a 22,1 % ve větších městech – narušení Kimovi spekulace vychází z toho, že Indonésie se neřadí k ekonomicky vyspělým zemím.

### Epidemiologie přítomnosti bakterie v Africe
Přítomnost bakterie v žaludcích Afričanů je poměrně vysoká. Benajah a kolektiv došli při výzkumu marocké populaci k výskytu v 75,5 %. Mathewos a kolektiv přišli při sledování pacientů v gondarské nemocnici v Etiopii k závěru, že výskyt onemocnění při projevech je 65,7 % a že je výskyt bakterie v žaludku častější u starších generací.

### Epidemiologie přítomnosti bakterie v Latinské Americe
Na přelomu 90. letech 20. století a počátku 21. století byla prevalence bakterie ve státech Latinské Ameriky poměrně vysoká. Po roce 2010 došlo ke snížení prevalence v latinskoamerických státech včetně Mexika a Ekvádoru.

### Epidemiologie přítomnosti bakterie v Severní Americe
V 80. a 90. letech 20. století došlo k minimálním výkyvům v počtu nakažených lidí Helicobacterem pylori. Etnicita jednotlivce byla důležitá pro přítomnost bakterie v žaludku u mužské populace ve Spojených státech. Starší Afroameričané a Hispánci měli o 40 procentních bodů větší prevalenci než nehispánští běloši.